# Geschichte von Lösnich

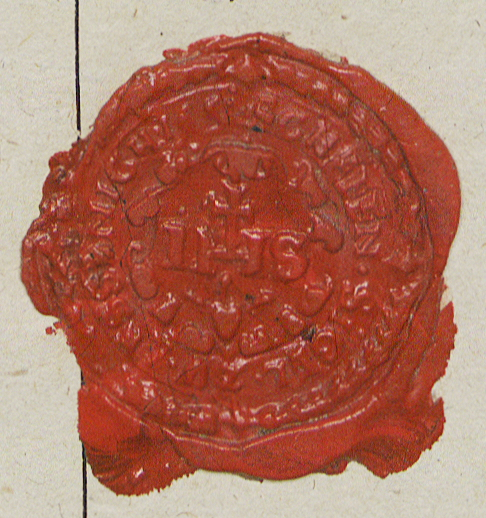
Lösnicher Scheffensiegel von 1792. Stadtarchiv Trier, Archiv der Reichsgrafen von Kesselstatt, DK 2897

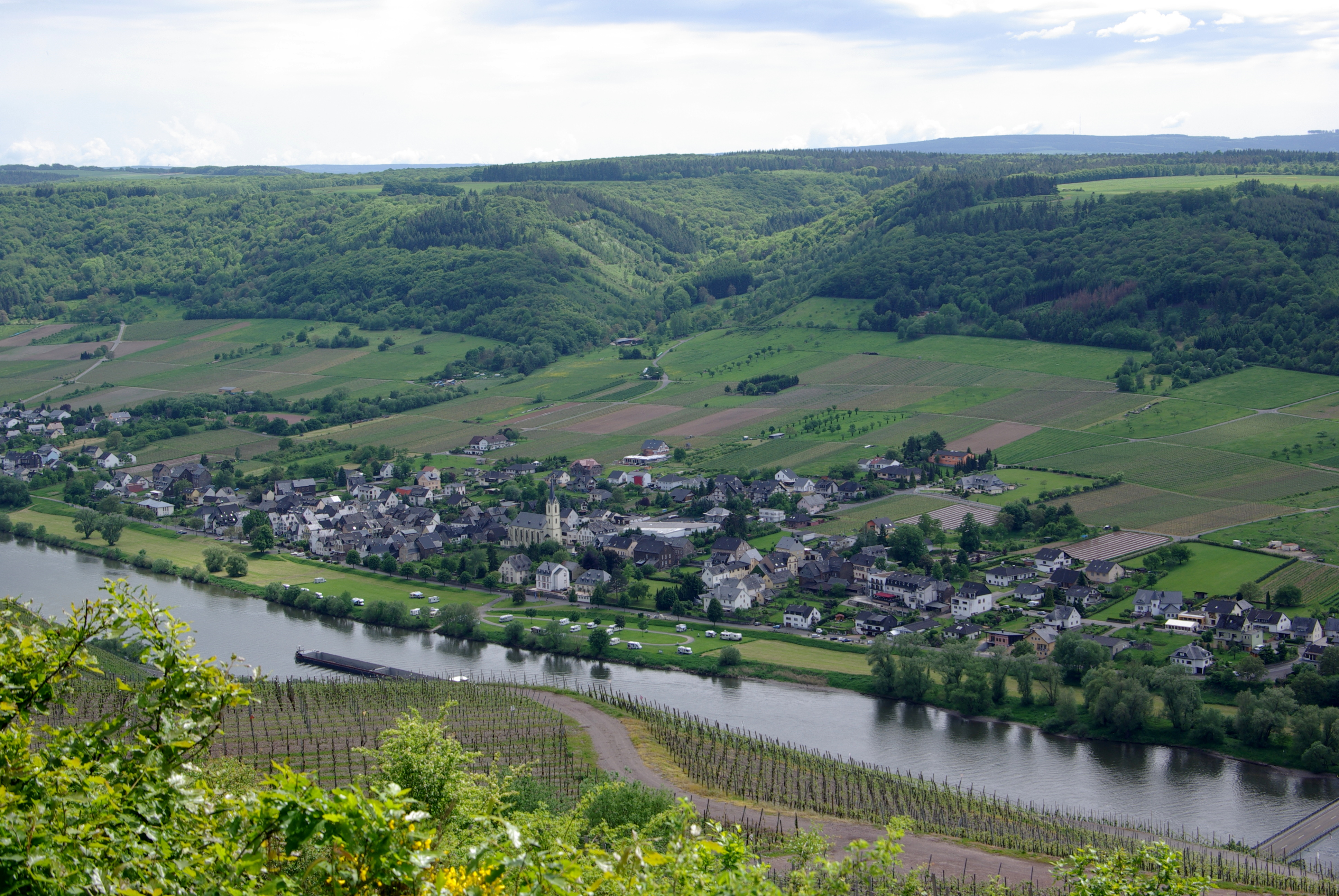
Lösnich vom nördlichen Moselufer aus gesehen

Dieser Artikel behandelt die Geschichte des Weinortes Lösnich an der Mosel. Die allgemeinen Informationen zur Ortsgemeinde sind enthalten im Artikel Lösnich.

## Geschichte

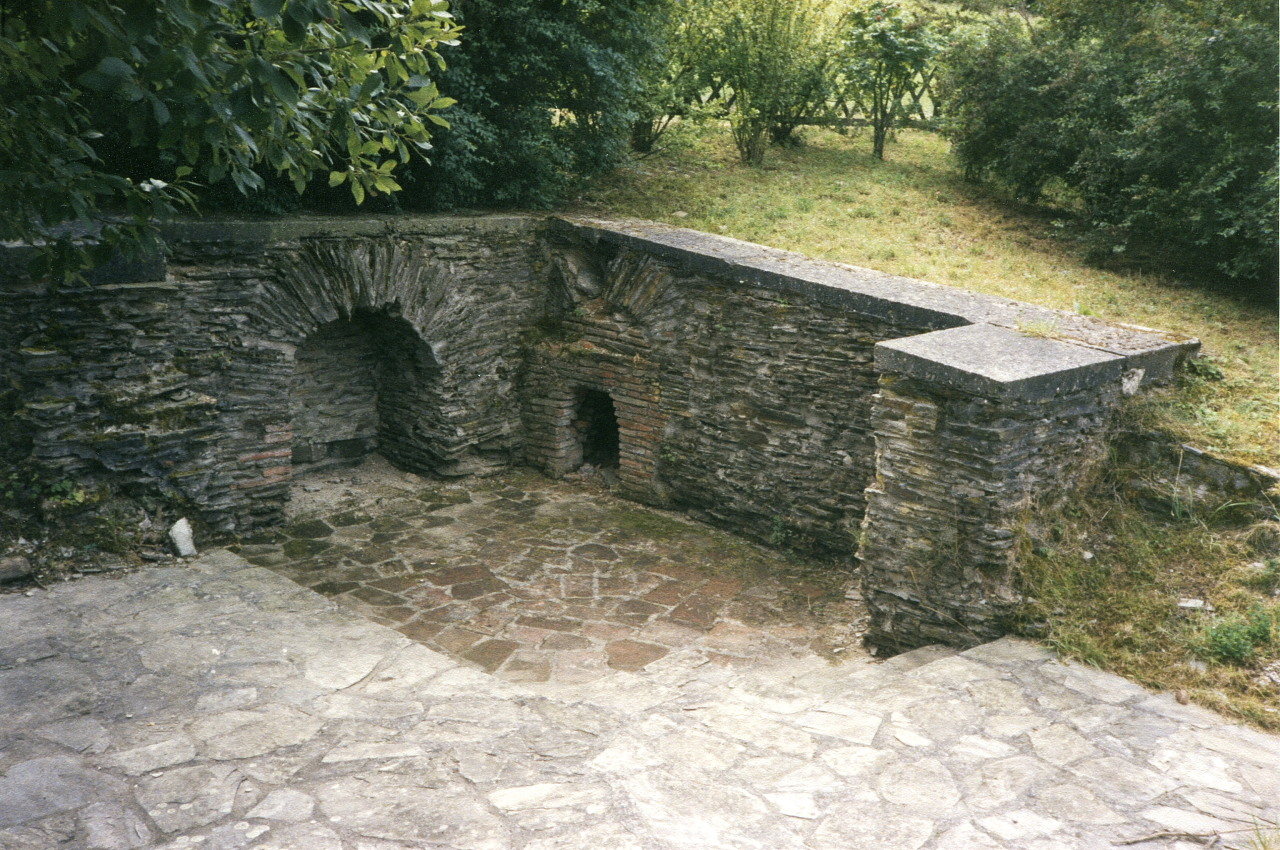
Mauerwerksreste der ehemaligen römischen Villa oberhalb von Kinheim-Kindel 1992

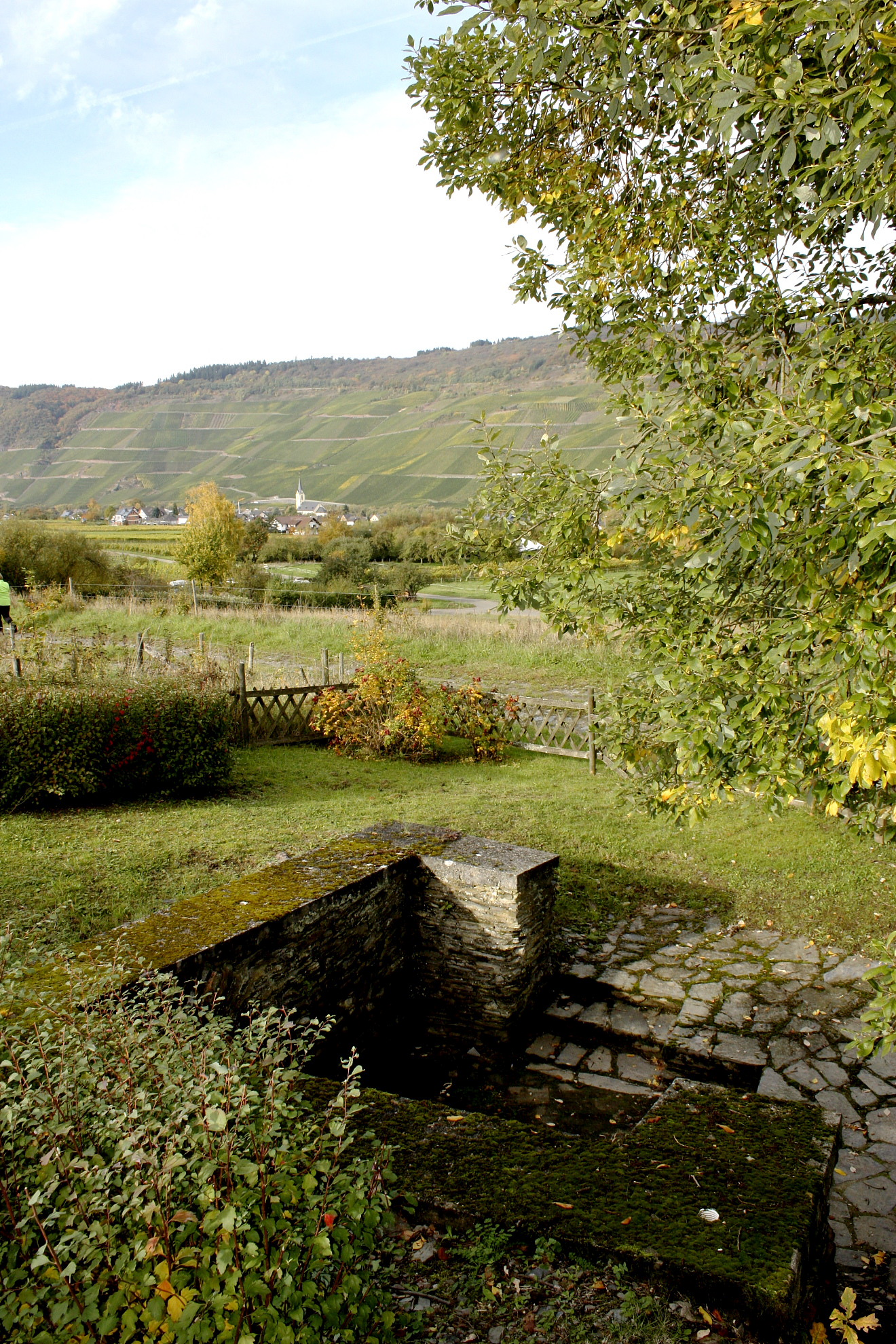
Blick nach Lösnich vom Standort der ehemaligen Römervilla oberhalb von Kinheim-Kindel 2013

### Erste Besiedlung
Es ist davon auszugehen, dass auch in Lösnich keltische Siedlungsformen existierten, wie sie im gesamten Moselraum vertreten waren. Der Ortsname Lösnich lässt den Schluss zu, dass es sich um eine keltische Namensgebung handelt. Losuniacum – Besitz des Los – könnte eine der möglichen Grundformen gewesen sein. Mit Caesar drangen um 58 vor Christus die Römer in Gallien und den hiesigen Moselraum ein. Neben der Gründung der Moselmetropole Trier entstanden Orte wie Detzem, Neumagen, Bernkastel, Zell, Treis und Koblenz. Auch in Lösnich und der näheren Umgebung sind Zeugnisse römischer Siedlungsformen aus dem ersten bis vierten nachchristlichen Jahrhundert nachgewiesen.

### Der römische Gutshof im Lösnicher Hinterwald
Bei der Errichtung eines Wasserbehälters in der Lösnicher Gemarkung „Im Hinterwald“ wurden im Jahre 1927 im Wald herumliegende Trümmerreste als Baumaterial verwendet, die für ehemalige Siedlungsreste gehalten wurden. Das Landesmuseum Trier konnte in den Jahren 1973 bis 1978 an gleicher Stelle eine Gesamtanlage freilegen, die aus acht weit auseinandergezogenen Gebäudeeinheiten bestand. Besondere Beachtung fand dabei ein Kultbezirk mit Begräbnisstätte und ein Gebäudeteil, der als ehemaliges Kelterhaus ausgemacht werden konnte. Es handelte sich um ein römisches Land- und Weingut, dass im Lösnicher Hinterwald seit über tausend Jahren in Vergessenheit geraten war.
In einer Maueröffnung versteckt fand man einem Becher mit über 270 römischen Münzen mit Prägebildern der Söhne Konstantins des Großen. Als Prägeort konnte die nahegelegene römische Moselmetropole Trier benannt werden. Die Münzen stammen aus der Zeit von 342 bis 348 nach Christus und sind fast prägefrisch erhalten.
Wie lange die Siedlung im Hinterwald bestanden hat, kann mit letzter Sicherheit nicht gesagt werden. Es liegt jedoch nahe, dass die Bewohner Opfer germanischer Söldnerverbände wurden, die etwa 350 n. Chr. raubend und plündernd durch die hiesige Gegend zogen.

### Die römische Villa im Villenbungert
Von dem kleinen Bach in der Schlucht nördlich des Gutshofes im Hinterwald führte in nördlicher Richtung ein Weg aus der Schlucht zu einem weiteren Landgut römischen Ursprungs. Im Distrikt Villenbungert oberhalb des Ortes Kindel wurde 1976 bei Wegebauarbeiten im Rahmen der Flurbereinigung das Wohnhaus eines Bauern oder Winzers entdeckt. Das Landesmuseum Trier übernahm die Ausgrabungsarbeiten und legte eine Gesamtanlage beachtlicher Ausmaße frei.
Besonders auffallend war die Existenz zweier Fundamente. Das erste Fundament, etwa 17 m tief und 29 m breit, wurde wahrscheinlich im 3. Jahrhundert durch einen Neubau von 25 m Tiefe und 43 m Breite ersetzt. Bemerkenswert war auch der Fund einer Sandsteinskulptur, die einen keltischen Weingott darstellt. Sie steht vor Fässern und hält in der Rechten den Schlegel zum Auftreiben der Reifen auf die Dauben. Im Bausch des Gewandes sind Weintrauben zu erkennen, die einen Hinweis auf die Nutzung der Fässer geben. Ein Abguss der Skulptur wird im Lösnicher Pfarrhaus aufbewahrt. Das Original befindet sich Landesmuseum Trier.

### Römische Reste auf dem Lösnicher Friedhof
Neben den Resten römischen Mauerwerks und einiger Scherben konnte 1911 der Totengräber eine Schale aus Terra Sigillata ans Tageslicht bringen. Ein römischer Gutshof, anscheinend von größerer Ausdehnung, soll an der Stelle des heutigen Friedhofs gelegen haben. Etwa 200 m weiter nach Westen, vor dem Bacheinschnitt, wurden weitere römische Reste festgestellt. Die Erdwälle zwischen den Bacheinschnitten scheinen ebenfalls mit einer Siedlungsanlage bebaut gewesen zu sein. Pfarrer Simon (1907–1914) soll die Vermutung ausgesprochen haben, dass die flache Ausbuchtung des Kirchgrabens an der östlichen Friedhofsmauer einen Fischteich gebildet haben könnte, wie er bei römischen Villen sehr häufig anzutreffen gewesen sei.
Die Ausgrabungen und Funde belegen, dass bereits seit dem 1. bis 4. Jahrhundert n. Chr. in Lösnich und Umgebung römische Siedlungsformen existierten. Dass seit dieser Zeit auch der Weinbau in der Umgebung von Lösnich betrieben wird, darauf weisen besonders die Ausgrabungen im Lösnicher Hinterwald und Villenbungert hin. Wo sich die Weinberge genau befunden haben, kann nur vermutet werden. Der nächstgelegene Weinberg des Gutshofes im Lösnicher Hinterwald, die Wolfer Sonnenlay, könnte möglicherweise zur Anbaufläche gehört haben.
Der Einbruch der Hunnen ins Moselland um 407 n. Chr. und schließlich der Einfall der Franken um 475 nach Christus brachten zwar die Befreiung von der Römerherrschaft, aber auch tiefgreifende Veränderungen, begleitet von schweren Verlusten und Zerstörungen.

### Der fränkische Sarkophag
Am 5. Mai 1937 stellte das Landesmuseum Trier im Distrikt Weidenrech auf dem damaligen Gelände der Familie Herges einen fränkischen Sarkophag sicher. Er enthielt neben Knochenresten auch Teile eines fränkischen Schwertes. Dieses Gräberfeld auf der flachen, unteren Terrasse des Moselufers, etwa 100 m vom Rande des Flusses entfernt, sei für einen fränkischen Friedhof so ungewöhnlich, dass die Grabstätte schon aus diesem Grunde als Bestattungsplatz der fortlebenden romanischen Bevölkerung angesprochen werden dürfe, mutmaßte Kurt Böhner in einer Veröffentlichung der Römisch Germanischen Kommission der Rheinischen Landesmuseen Bonn und Trier über die fränkischen Altertümer des Trierer Landes. Der Sarkophag soll während der Zeit des Zweiten Weltkrieges noch an der Lösnicher Schule gestanden haben. Nach Aussage von Ortseingesessenen waren beim Bau des Forsthauses im Jahre 1900 bereits vier Sarkophage gefunden worden, über deren Ausstattung jedoch nichts bekannt sei.

### Erste urkundliche Erwähnungen

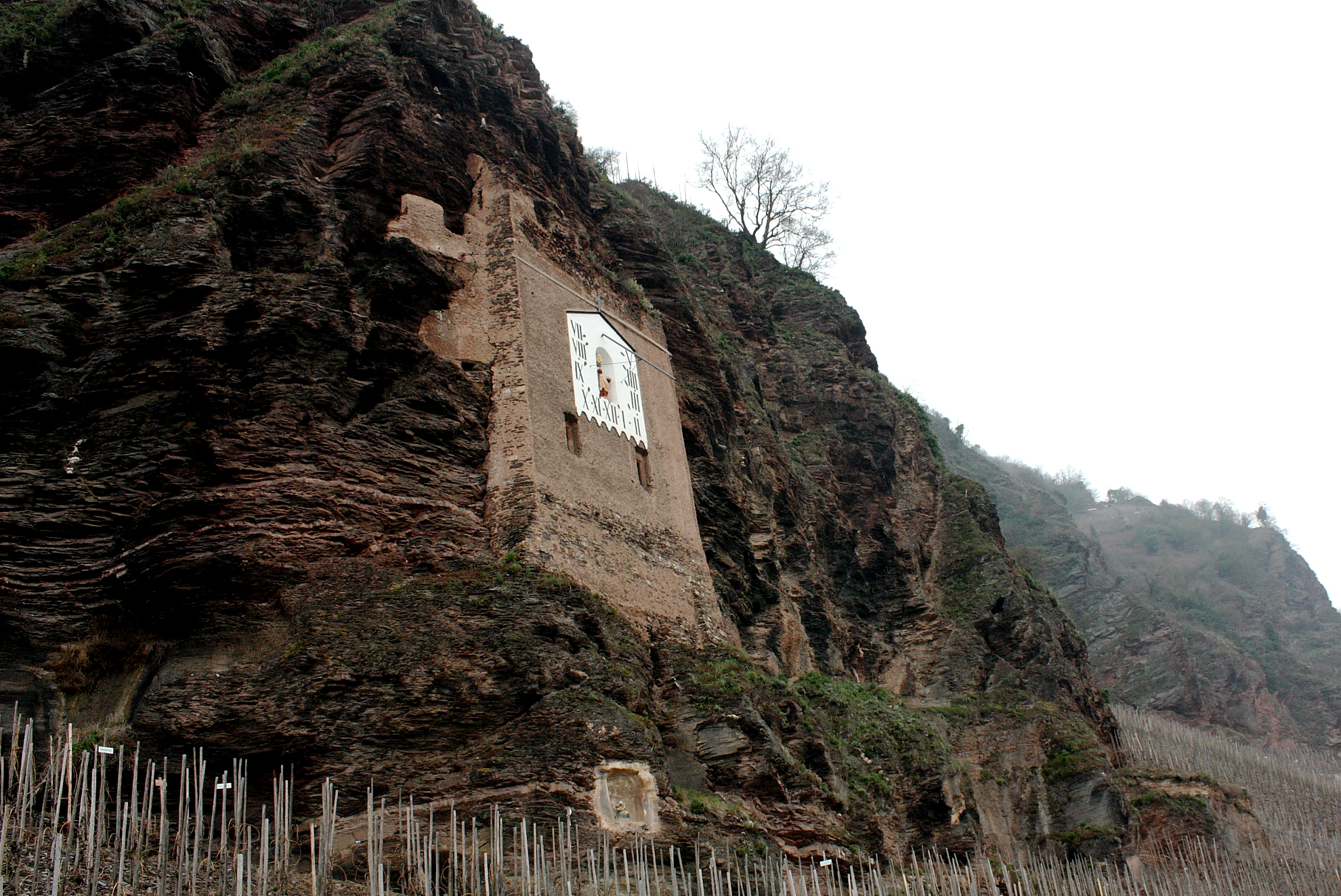
Gebäudereste der Burganlage in der Ürziger Urley 2013

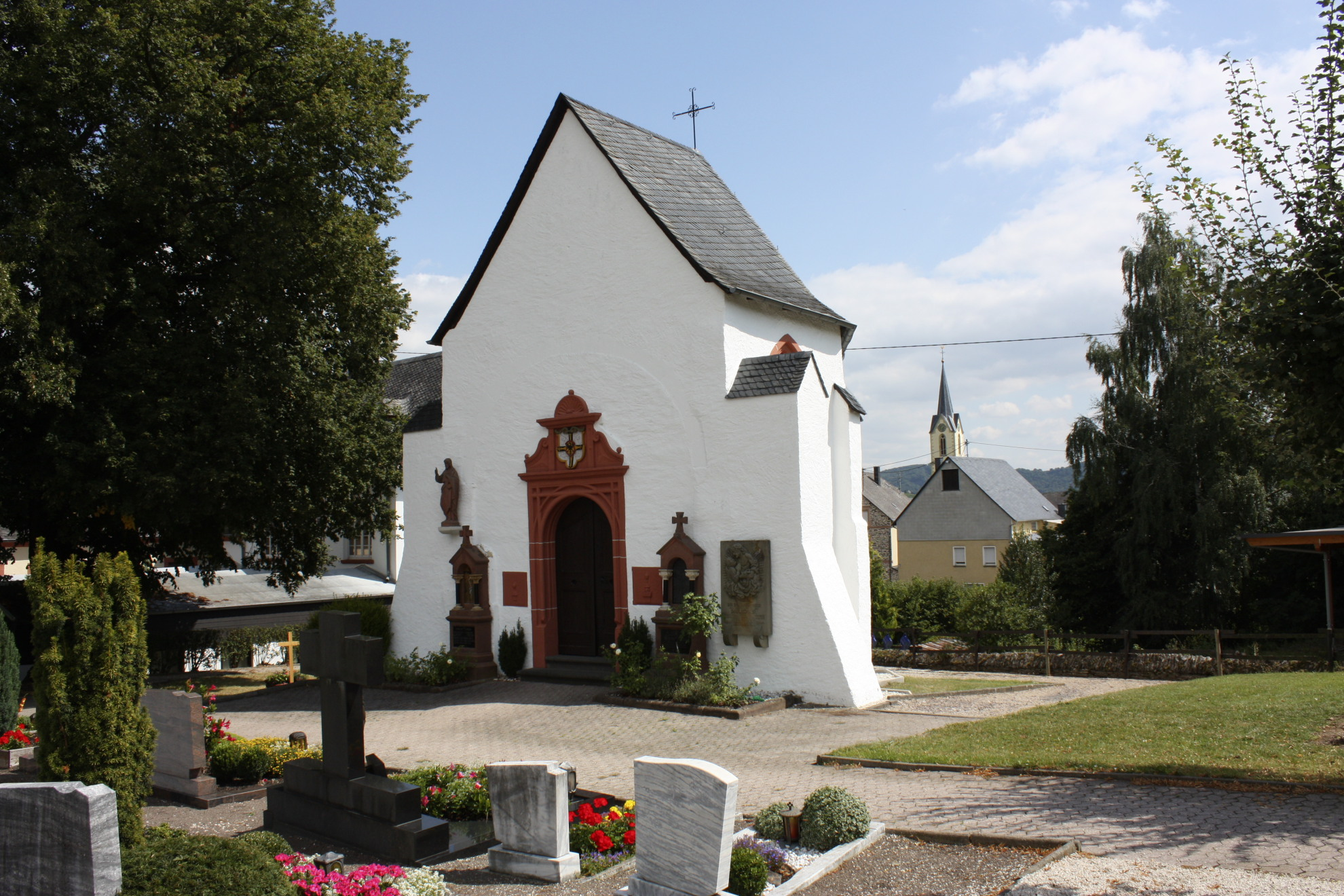
Chor der ehemaligen Lösnicher Pfarrkirche von 1638 und heutige Friedhofskapelle. Vorgängerbau 1066 vermutlich erste Grablege von Bischof Cuno von Pfullingen vor seiner Grablegung in der Abtei Tholey im Saarland.

Eine frühe urkundliche Erwähnung Lösnichs steht im Zusammenhang mit der Legende des Hl. Kuno im Jahre 1066. Am Karsamstag desselben Jahres verstarb der Trierer Erzbischof Eberhard. Auf Vorschlag des Kölner Erzbischofs Anno hatte daraufhin König Heinrich IV. den Kölner Dompropst Kuno, auch Konrad genannt, zum neuen Erzbischof von Trier bestimmt. Die Legende berichtet, dass Kuno am 17. Mai 1066 auf seiner Reise nach Trier auf Veranlassung des Grafen Theoderich, Statthalter von Trier, in Bitburg gefangen genommen und nach Ürzig verschleppt worden sei, wo man ihn im Verlies der Ürziger Urley eingekerkert haben soll.
Am 1. Juni 1066 wurde Kuno angeblich mehrmals von der Höhe des Felsen gestürzt, ohne Schaden an Leib und Leben zu nehmen, bis sich die Widersacher entschlossen, ihn mit dem Schwert zu töten. Vierzig Tage soll der Leichnam des Ermordeten unter den Felsen liegengeblieben sein, bis ihn einige Bewohner des nahegelegenen Ortes Lösnich heimlich weggenommen und vor den Mauern ihrer Kirche in Lösnich bestattet haben sollen. Der Legende folgend hat Bischof Theoderich von Verdun den Leichnam des Ermordeten am 23. Juli 1066 zur Abtei Tholey im heutigen Saarland gebracht. Durch diese nach der Legende rühmliche Tat Lösnicher Bürger im Jahre 1066 ist ein erstes Zeugnis für die Existenz einer Kirche in Lösnich überliefert.
In einer jüngeren Veröffentlichung zur Person und zum Schicksal von Cuno von Pfullingen äußerte der Autor Franz-Josef Reichert erhebliche Zweifel an der überlieferten Version der ersten Grablegung in Lösnich an der Mosel. Nach seinen Recherchen über den möglichen Leichenzug des Ermordeten nach Tholey soll es sich bei dem mit „Loncetum“ bezeichneten Ort um den Ort Lorscheid bei Morscheid im Hunsrück gehandelt haben, der 40 km von Ürzig entfernt in zwei Tagesmärschen erreicht worden sei.

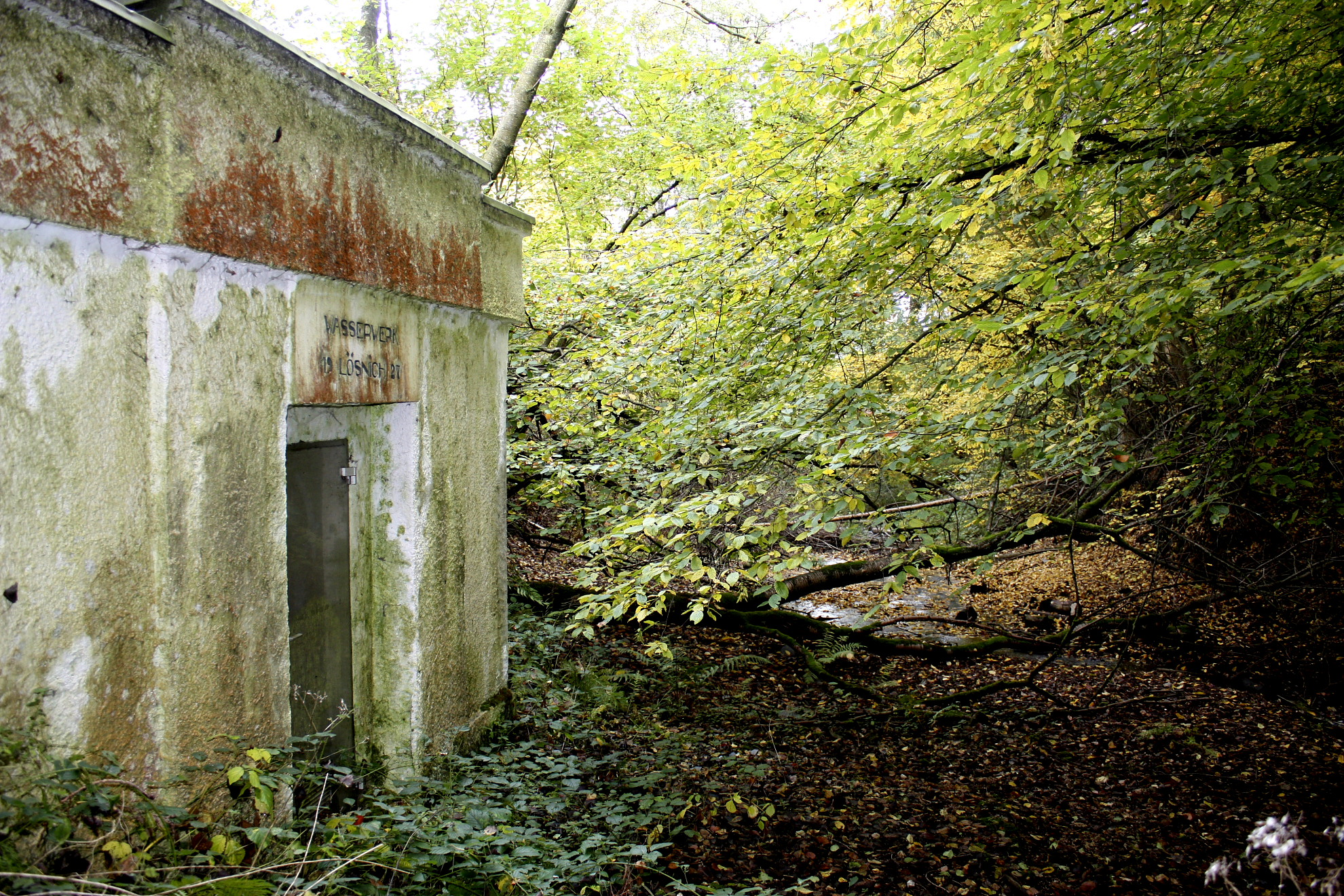
Das alte Lösnicher Wasserwerk von 1927 2013 nahe dem ehemaligen römischen Gutshof im Lösnicher Hinterwald
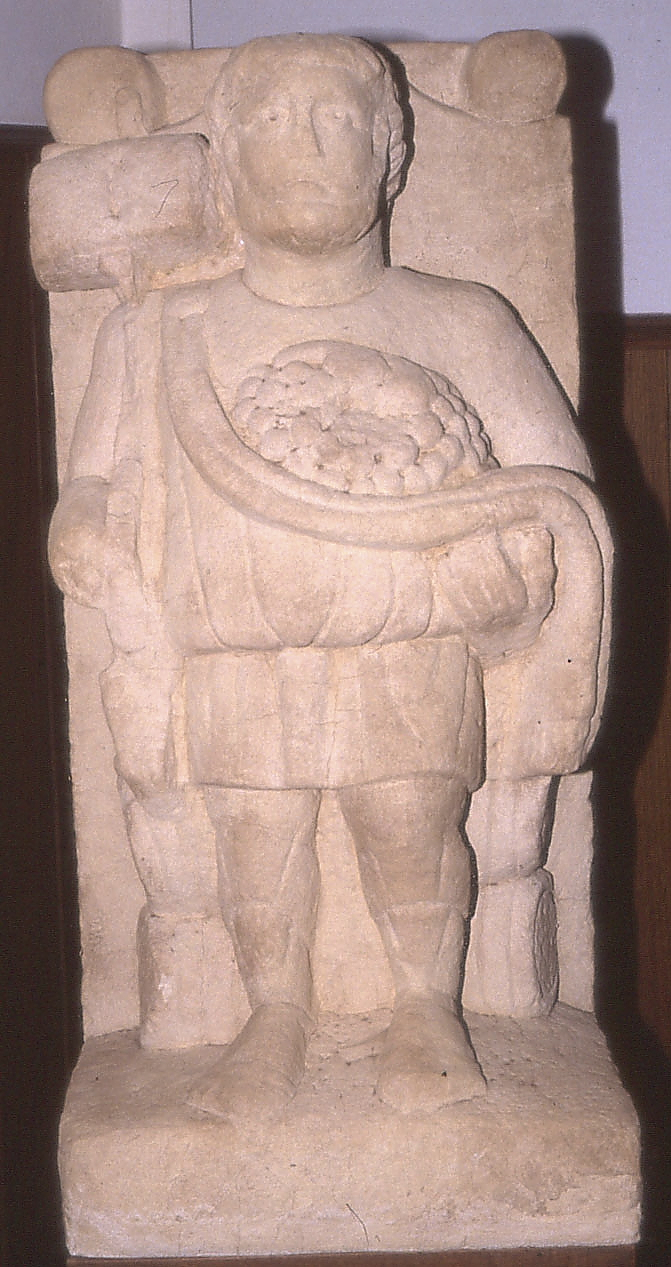
Nachbildung der Skulptur des römischen Weingottes Sucellus aus der römischen Villa bei Kindel, gefunden 1976 bei Ausgrabungsarbeiten der Villa.
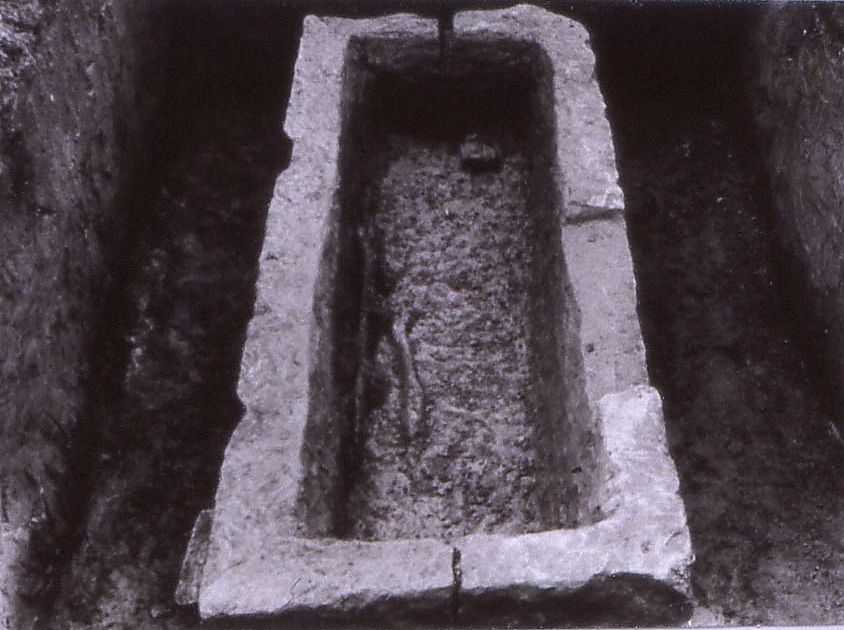
1937 im Lösnicher Flurbereich Weidenrech gefundener fränkischer Sarkophag
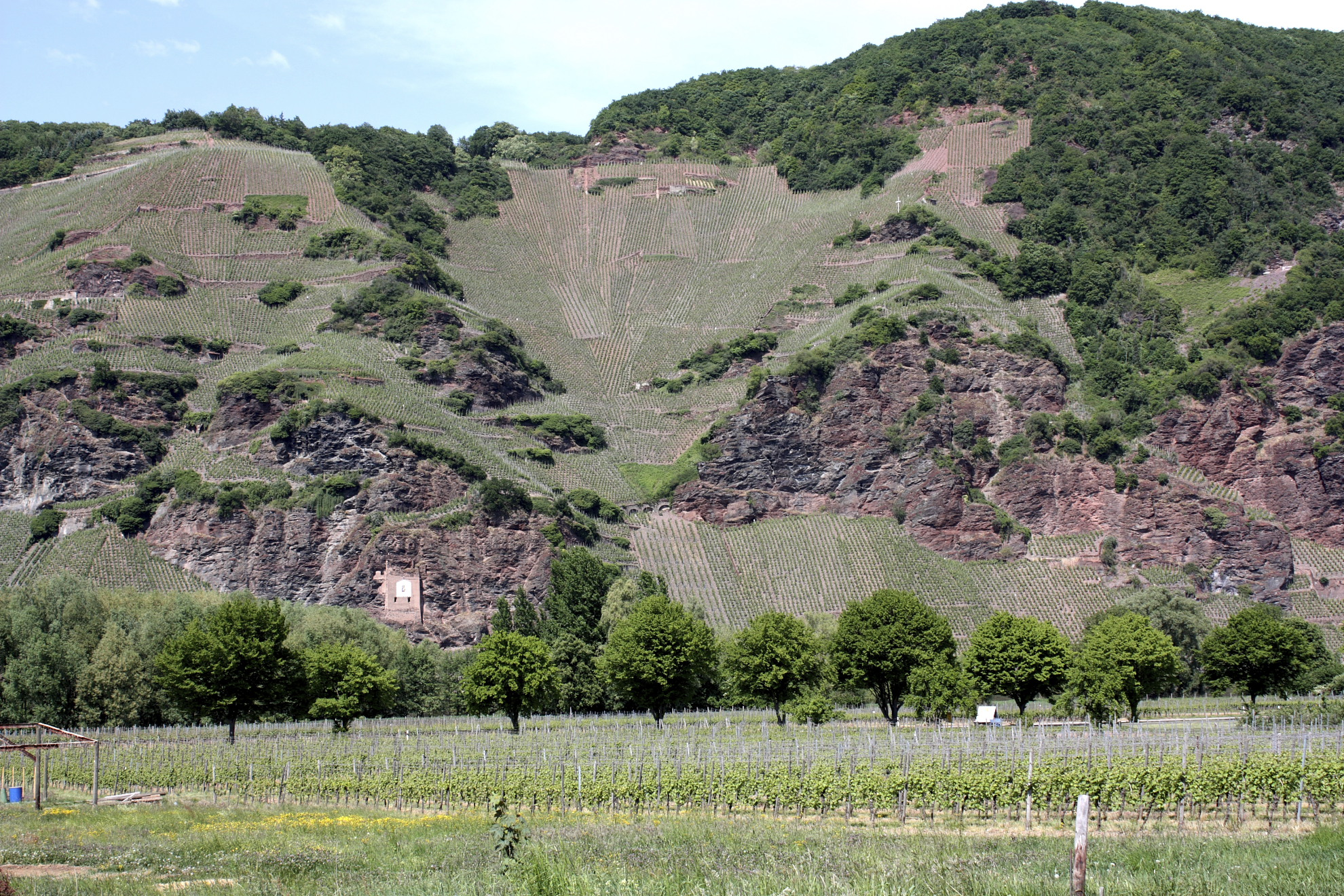
Felsregion der Ürziger Urley, in der Cuno von Pfullingen 1066 umgebracht wurde

### Die Ritter von Lösnich

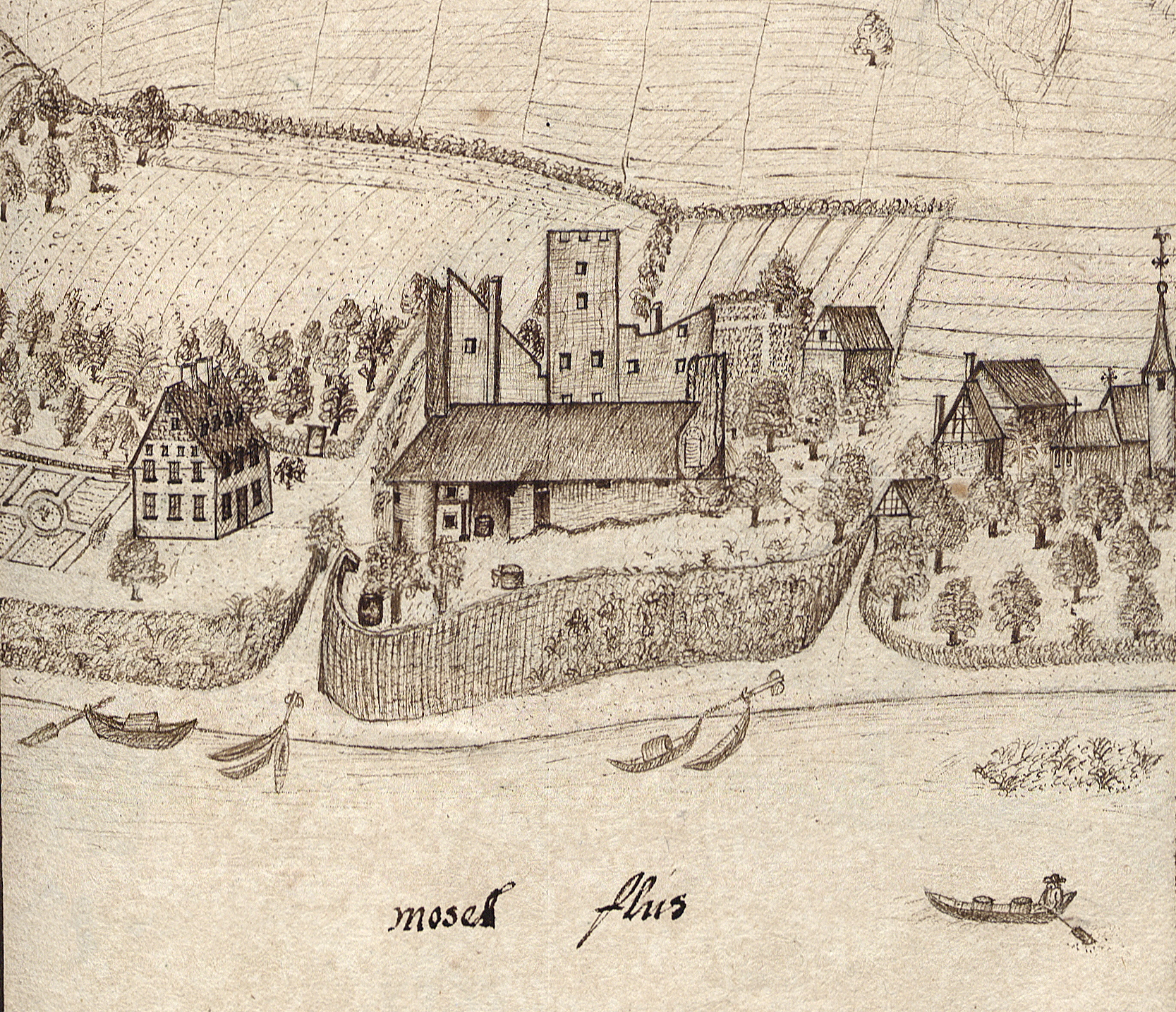
Die 1652 zerstörte Lösnicher Burg im Jahre 1689. Darstellung aus dem Stadtarchiv Trier, Archiv der Reichsgrafen von Kesselstatt, DK5691.

Mit Beginn des 13. Jahrhunderts trat in Lösnich ein ortsansässiges Rittergeschlecht in Erscheinung, die Ritter von Lösnich. Ihr Stammsitz war die seit 1368 erstmals urkundlich bezeugte Burg in der ehemals reichsunmittelbaren Herrschaft Lösnich.
Die Herrschaft wurde 1368 durch Heinrich Beyer von Boppard, dem zweiten Ehemann von Lisa von Lösnich, zu einem kurkölnischen Lehen erhoben. Diesen Status behielten Dorf und Burg bis zum Ende des Feudalsystems mit dem Einzug der französischen Truppen in die Rheinlande im Jahre 1794.
Weiterführende Artikel:

### Die Pfarrei St. Vitus

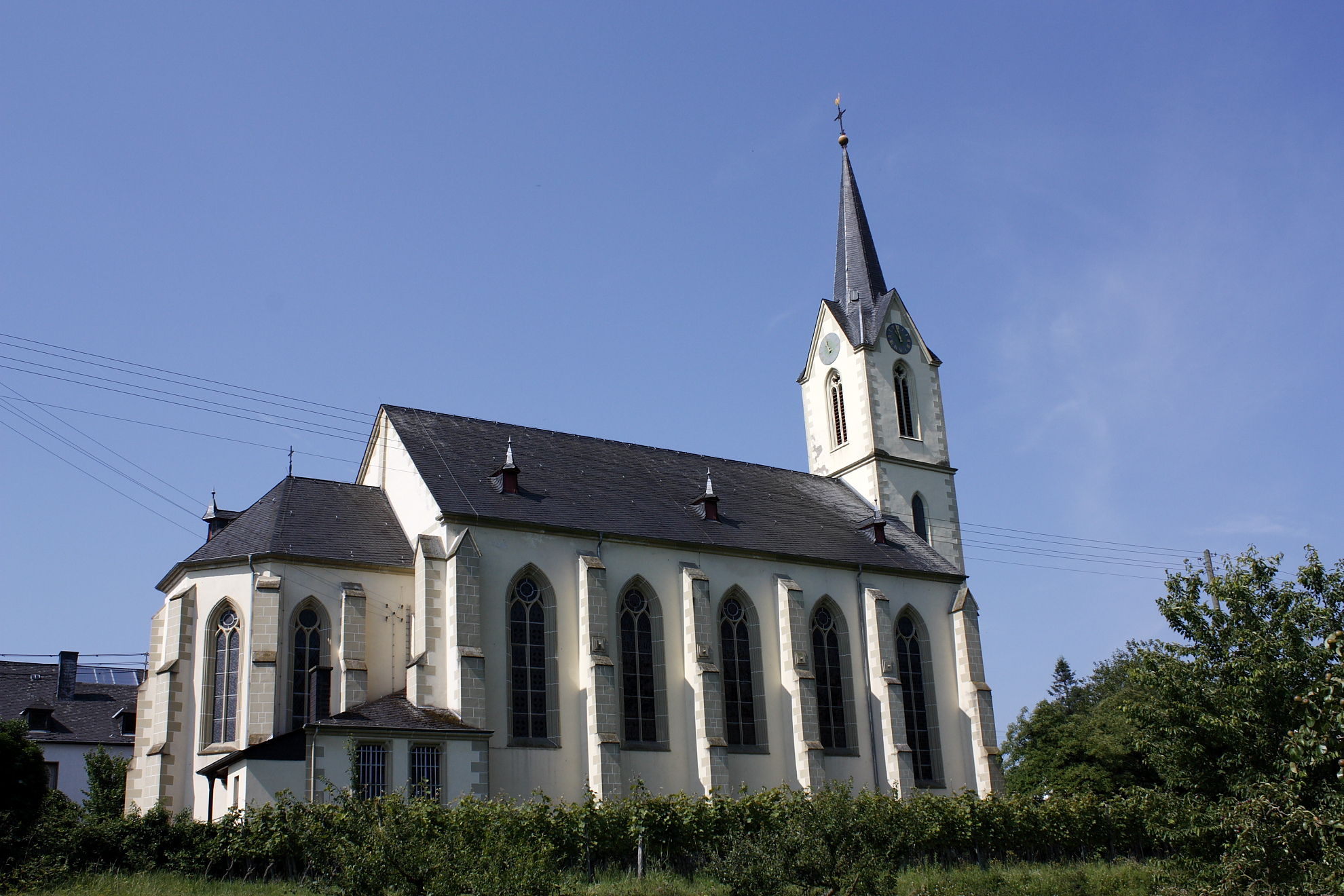
St. Vitus-Kirche Lösnich 2013

Die Geschichte des Patronats der Pfarrei Lösnich mit ihrer ersten Kirche von 1638 und der jetzigen Kirche von 1879 kann bis ins 13. Jahrhundert zurückverfolgt werden. 1252 gelangte das Patronat zusammen mit dem der Nachbarpfarreien Zeltingen, Rachtig und Erden durch eine Schenkung an den Deutschen Orden. Der Ursprung des Lösnicher St.-Vitus-Patroziniums liegt allem Anschein nach in der Benediktinerabtei Mönchengladbach.

### Wegekreuze
Innerhalb der Gemarkung von Lösnich befinden sich einige Wege- oder Flurkreuze aus Buntsandstein, wie sie im moselländischen Raum immer wieder anzutreffen sind. Sie wurden gestiftet und aufgestellt zum Dank an Gott für überstandene Kriege oder Seuchen, wegen der Errettung aus einer besonderen Notlage oder zur Abwendung von Wetterkatastrophen.

### Angliederung an die Erste Französische Republik von 1794–1815

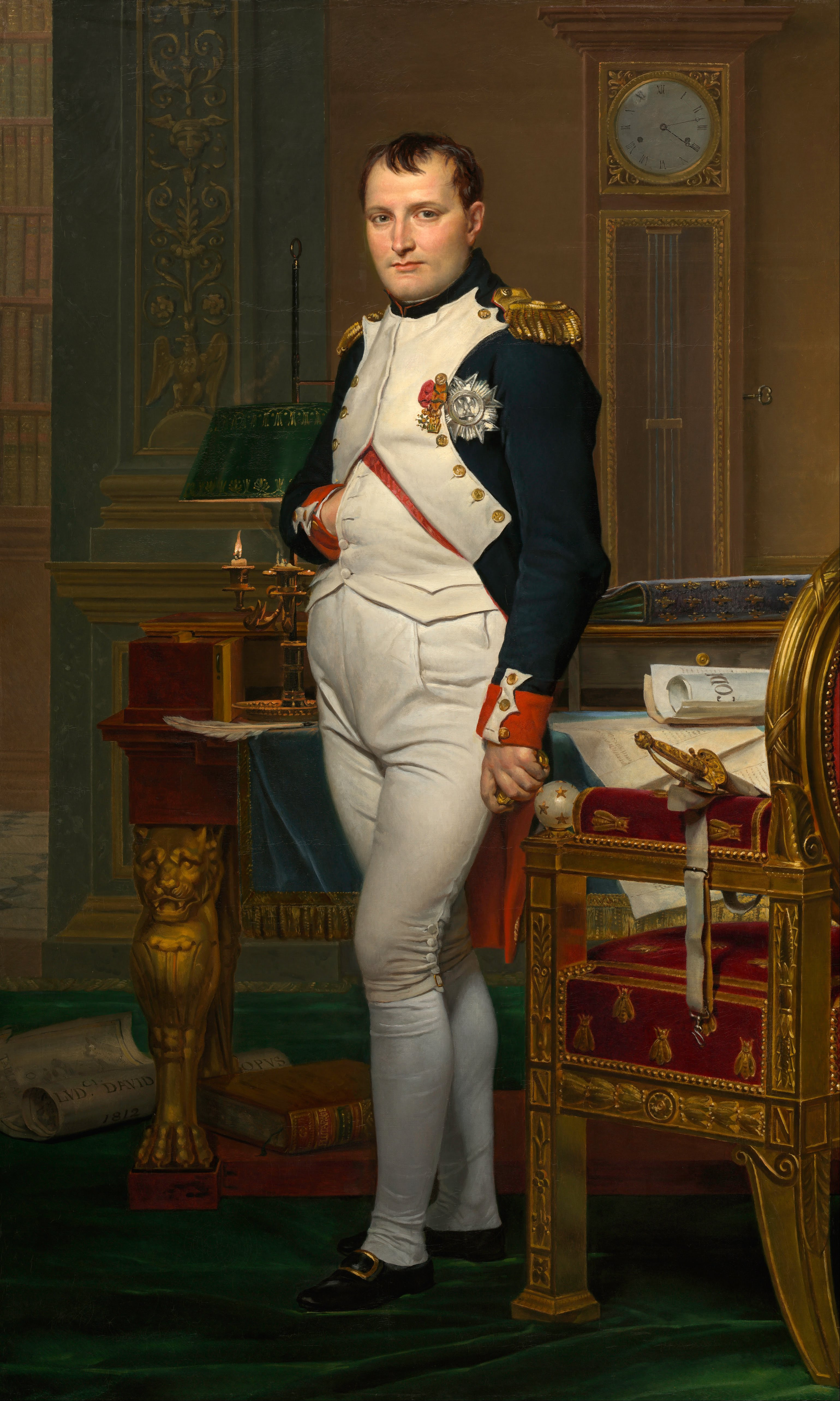
Napoleon Bonaparte

Unter den Freiherrn von Kesselstatt, den letzten Feudalherren in Lösnich, erlebten die Lösnicher die Auswirkungen der Spanischen Erbfolgekriege (1701–1714) und der Französischen Revolution (1789).
Mit der Besetzung von Koblenz durch die Franzosen im Oktober 1794 fiel das gesamte linksrheinische Gebiet an Frankreich. Dies bedeutete das Ende der Kurfürstentümer Trier, Köln und Mainz. Das bisher bestehende System der Feudalherrschaft wurde aufgelöst und eine neue Territorialorganisation eingeführt.
Es entstanden 1798 vier rheinische Departements. Das Saardepartement mit seinem Präfektursitz in Trier war aufgeteilt in die vier Arrondissements Trier, Prüm, Saarbrücken und Birkenfeld. Zum Arrondissement Trier zählte der Kanton Bernkastel mit seinen Mairien Bernkastel, Lieser, Mülheim und Zeltingen. Die Mairie Zeltingen vereinigte die Dörfer Wolf, Lösnich, Erden, Ürzig mit der Ürziger Mühle, Walholz, Wehlen, Rachtig und die Gemeinde Zeltingen.
Die Verwaltung wurde nach französischem Vorbild organisiert. Die durch das Feudalsystem der Grundherrschaft Lösnich geprägte Gemeindeordnung wurde damit abgelöst. Vertraten bisher Schultheiß und Schöffen die Belange der Lösnicher gegenüber ihrem jeweiligen Grundherrn der Herrschaft Lösnich, so vertraten sie nun als Munizipalräte die Lösnicher Angelegenheiten beim Bürgermeister der Mairie Zeltingen. Zum Einsetzungsfest der neuen Munizipalverwaltung 1798 im Kanton Bernkastel in der Stadt Bernkastel wurden Johann Schweisthal und Schmidgen als erste Vertreter der Gemeinde Lösnich in ihrer Funktion als Agent und Adjunkt (Vertreter) aufgeführt.
1797 begann die Abschaffung der Religion, Klöster und Kirchengüter wurden eingezogen und versteigert, um die strapazierte Staatskasse aufzubessern. Der Kirchenzehnt wurde aufgehoben und den Geistlichen die Nutzung des Kirchengutes entzogen.
Erst 1801 stellte Napoleon wieder einen Ausgleich mit der Kirche her, die Religionsfreiheit wurde wieder garantiert und die Religion staatlich anerkannt.
Es folgte die Neuorganisation der Diözesen und Trier wurde wieder Sitz eines Bischofs. Die Pfarrer erhielten wieder Staatsgehälter. Die Pfarreien Zeltingen, Rachtig, Erden und Lösnich wurden 1803 wieder selbstständig. Schlechter erging es den Orden und Klöstern. Sie wurden 1802 endgültig aufgelöst, ihr Besitz zu Nationalgütern erklärt und seit 1803 öffentlich versteigert.
Ab 1800 war Französisch Amtssprache und der Gregorianische Kalender wurde abgeschafft. An seine Stelle trat der Republikanische Kalender. Tag eins des Jahres eins der Republik war der 22. September 1792. Die Monatsnamen wurden durch französische Namen ersetzt. An die Stelle der Wochen traten Abschnitte zu 10 Tagen, die Dekaden. Der jeweils zehnte Tag ersetzte den Sonntag. Kirchliche Feste und Feiertage wurden weitgehend abgeschafft und durch republikanische Feste ersetzt.
Die Führung der Zivilstandsregister über Geburt, Heirat und Tod wurde den Pfarrern genommen und staatlichen Standesämtern übertragen.
Durch die Auflösung des Feudalsystems wurden die seit Generationen in Erbpacht bewirtschafteten Ländereien Eigentum der Bauern und Winzer. Der Befreiung der Lösnicher von den Abgabelasten an ihre Grundherren und vom Kirchenzehnten folgte jedoch das nicht minder belastende staatliche Steuersystem. Plötzlich sahen sich die Bürger mit einer Vielzahl von Steuerarten, wie der Grundsteuer, der Patentsteuer als eine Art Gewerbesteuer, der Personal- und Möbelsteuer sowie der Tür- und Fenstersteuer konfrontiert. Hinzu kamen die indirekten Steuern, darunter die Wein-, Bier-, Viez-, Branntwein-, Tabak- und Spielkartensteuer.
Weitgehende Umwälzungen betrafen die Lösnicher im Zivil- und Strafrecht. Bildeten bisher Weistum und Hochgericht der Grundherrschaft Lösnich die Rechtsgrundlage im öffentlichen Leben, galt ab 1804 der Code civil (Code Napoléon) als neue staatliche Rechtsgrundlage.
Als starke Belastung mussten die Konskriptionen durch die französische Herrschaft empfunden werden. Die ständige Aushebung von Soldaten für das Heer Napoleons verschonte sicher auch nicht die Lösnicher Bevölkerung. Wehrpflichtig waren unverheiratete Männer zwischen 20 und 40 Jahren.
Die besondere Härte im Vorgehen zeigt die 1809 von Napoleon angeordnete Ziehung von 1200 Rekruten für die Nationalgarde im Saardepartement. Es kam dabei zu einem Aufruhr von Konskriptionspflichtigen an der Mittelmosel und auch im Umfeld von Bernkastel. Er endete damit, dass auf Anordnung Napoleons die Aufrührerischen mit aller Härte bestraft wurden und im Januar 1810 sechzehnmal die Todesstrafe verhängt wurde. Die Vollstreckung wurde Ende Januar durch den Trierer Präfekten nach Paris gemeldet.

### Die preußische Zeit von 1815 bis 1871

Europa nach dem Wiener Kongress 1815

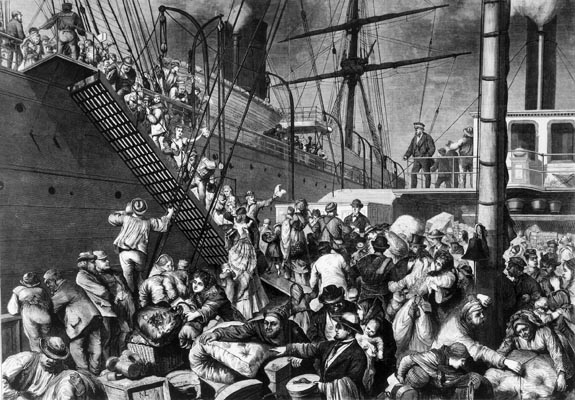
Deutsche Auswanderer betreten ein Dampfschiff in Hamburg (Deutschland) mit Kurs auf New York City (USA).

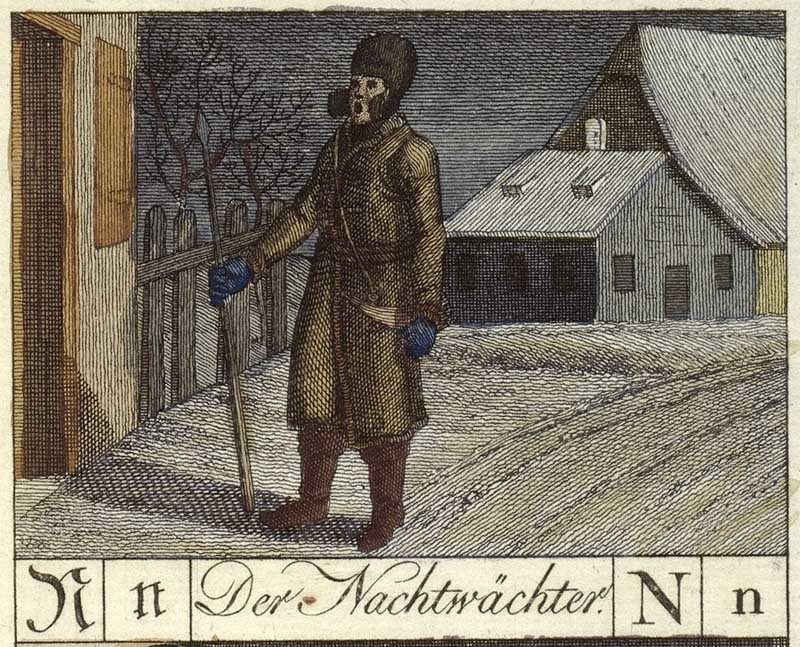
Nachtwächter mit Spieß und Horn

Nach dem gescheiterten Russlandfeldzug Napoleons 1813/14 überschritten die preußischen und russischen Truppen am 1. Januar 1814 den Rhein. Wieder folgten provisorische Verwaltungen, bis Preußen nach den Vereinbarungen des Wiener Kongresses 1816 den Regierungsbezirk Trier schuf.
Die Schaffung des Regierungsbezirks Trier um 1816 durch die Preußen ist auch die Geburtsstunde des Landkreises Bernkastel, der basierend auf den vorgefundenen französischen Verwaltungsverhältnissen entstand.
Aus der Bürgermeisterei Zeltingen bildete sich später das neue Amt Zeltingen als weitere Verwaltungseinheit. Erst am 23. Juli 1845 verordnete König Friedrich Wilhelm IV. die Gemeindeordnung für die Rheinprovinz.
Wurden bisher auf Basis der übernommenen französischen Kommunalverfassung die Gemeindeangelegenheiten durch den Bürgermeister der Bürgermeisterei geregelt, so wurden nun die einzelnen Gemeinden der Bürgermeisterei in ihren Angelegenheiten durch eigene Gemeinderäte (Schöffenräte) oder Bürgermeister und Gemeindevorsteher vertreten. Die Mitgliederzahl des Gemeinderates belief sich je nach Größe der Gemeinde auf 6 bis 30 Schöffen. Die Wahl des Gemeinderats erfolgte durch die wahlberechtigten Gemeindemitglieder, die gemäß dem preußischen Klassenwahlrecht unter anderem das 24. Lebensjahr vollendet haben mussten.
Die preußischen Zollgesetze von 1818 belegten nichtpreußische Weine mit einer Einfuhrsteuer. Dies kam auch den Moselwinzern zugute. Mit Gründung des Zollvereins 1834 wendete sich jedoch das Blatt. Die 1818 aufgestellten Zollschranken fielen und hessische und süddeutsche Weine waren fortan eine ernsthafte Konkurrenz für die Moselwinzer. Die sogenannte achtundvierziger Revolution brachte auch Aktivisten in Bernkastel auf den Plan. Im November 1849 fanden die revolutionären Ereignisse jedoch ein Ende. Zeitweise waren einige tausend Mann Besatzung in der Stadt, um die Bewegung niederzuringen.
Die sich zunehmend verschlechternde wirtschaftliche Situation der Winzer und Bauern führte schließlich dazu, dass auch viele Lösnicher als letzten Ausweg aus diesem Dilemma nur noch die Auswanderung sahen. Ziele waren die USA, Südamerika und auch Algerien. Gerade der wirtschaftliche Aufschwung und materielle Wohlstand des amerikanischen Volkes im „Land der unbegrenzten Möglichkeiten“ versprach bessere soziale Verhältnisse und größere Aufstiegschancen. Von 1846 bis 1882 verließen etwa 100 Lösnicher ihre angestammte Heimat, um der drohenden Armut zu entfliehen. Häufig waren es ganze Familien, welche die beschwerliche sechs Wochen und länger andauernde Schiffsreise über den Atlantik antraten. So war es 1852 eine Lösnicher Winzerfamilie mit ihren sechs Kindern im Alter von zwei Monaten bis siebeneinhalb Jahren mit dem Ziel Nordamerika.
Nicht jeder schien das Glück in der Fremde gefunden zu haben. So wird auch von gelegentlichen Rückwanderungen berichtet. 1849 wurde eine Lösnicher Familie mit zwei kleinen Kindern als ehemalige Afrika-Auswanderer an der französischen Grenze über die Grenze gewiesen. Der vorgelegte Pass war mit Zielort Lösnich ausgestellt. Es scheint sich hier um eine im Jahre 1847 mit dem Ziel Wisconsin ausgewanderte Familie gehandelt zu haben, die wieder den Weg zurück in die Heimat gefunden hatte. Neben Wisconsin treten als weitere bevorzugte Reiseziele der Lösnicher Auswanderer Chicago und Ohio auf.
Verordnungen und Reglementierungen der königlich preußischen Regierung beeinflussten vermehrt den Alltag der Lösnicher, so die ersten Erlasse bezüglich der Öffnungs- und Schließungszeiten der Gasthäuser. Die Verordnung des Kreisdirektors an den Bürgermeister von Zeltingen vom Januar 1815 besagte, dass die Wirtshäuser der Bürgermeisterei ab zehn Uhr abends und die Gasthäuser, wenn dort Fremde übernachteten, ab elf Uhr geschlossen sein müssten. Diese Verordnung enthielt in ähnlicher Form ein Polizeireglement vom Mai 1833. Es setzte die Polizeistunde ebenfalls auf zehn Uhr abends fest und wies ausdrücklich darauf hin, dass außer Reisenden keine Gäste mehr in den Gasthäusern angetroffen werden dürften. Ausnahmen bedurften einer schriftlichen Genehmigung des Bürgermeisters.
Gelegentliche Übertretungen dieser Verordnung bleiben nicht aus. Im Juni 1844 gab der Polizeiregent aus Lösnich zu Protokoll, dass eine Lösnicher Wirt in der Nacht vom 8. auf den 9. April 1844 nach der Polizeistunde noch Gäste in seiner Wirtsstube gehabt und denselben „geistige Getränke“ ausgeschenkt habe.
Im Dezember 1831 ließ die königliche Regierung eine weitere Verordnung bekanntgeben, die alle Ortschaften mit mehr als 30 Haushaltungen verpflichtete, unverzüglich eine Nachtwache aufzustellen. Spieß und Horn sollten dem Nachtwächter von der jeweiligen Gemeinde gestellt werden.
Nicht immer schien die Nachtwache in Lösnich wie auch in den Nachbargemeinden mit dem größten Eifer wahrgenommen worden zu sein. Bei einer nächtlichen Patrouille im Oktober 1854 wurde in Lösnich keine Nachtwache vorgefunden. Auch der Vorsteher konnte das Rätsel nicht lösen, wer überhaupt die Nachtwache in dieser Nacht zu halten hatte, da diese sich nicht, wie von ihm angeordnet, bei ihm gemeldet hätte. Nach langem Hin und Her wurde schließlich mit Hilfe des Feldhüters eine Nachtwache gefunden. Diese konnte ihrerseits jedoch nicht angeben, wer weiter Nachtwache zu halten hätte. Die Gendarmen berichteten daraufhin in einer Anzeige an den Bürgermeister in Zeltingen über diesen Vorfall, worauf der Lösnicher Vorsteher angab, dass in Lösnich dieser Dienst von Haus zu Haus gehe. Er entschuldigte sich mit dem Hinweis, in Zukunft eine Liste über die jeweils diensthabenden Nachtwächter zu führen.
Besondere Schwierigkeiten bereitete die Einhaltung der Polizeistunde. Immer wieder mussten entsprechende Verordnungen für die Befolgung der Vorschriften sorgen. Im April 1850 unterzeichnete der Lösnicher Ortsvorsteher die Verordnung, dass in der Baugemeinde Zeltingen die Polizeistunde durch Pfeifen und Schlagen bekannt gegeben werden sollte und alle Gäste angehalten seien, die Wirte anzuzeigen, die noch nach zehn Uhr abends ausschenkten. Am 5. Januar 1879 wurde auf Verfügung der königlichen Regierung sogar der Lösnicher Polizeidiener vom Gemeindevorsteher zur Erteilung eines Verweises vorgeladen, da er des Öfteren mit Gästen in einer Wirtschaft über die Polizeistunde hinaus getrunken habe.
Auch das Abhalten von Tanzmusik unterlag strengen Vorschriften. Im Mai 1836 teilte der königliche Friedensrichter von Bernkastel mit, dass jeder bestraft werde, der ohne polizeiliche Erlaubnis Tanzmusik abhalten würde.
Bürgermeister und Schöffenrat waren angehalten, diesbezüglich einen Beschluss zu fassen und zu veröffentlichen. Danach war es nicht erlaubt, Tanzmusik in Wirts- oder Privathäusern zu spielen, bevor nicht die zur Armenunterstützung bestimmten Abgaben gezahlt waren. Diese Abgaben betrugen einen Taler pro Tag und Nacht. Die Quittung über die Zahlung in die Armenkasse musste bei Genehmigung der Tanzmusik und Aushändigung des Erlaubnisscheins durch den Bürgermeister vorliegen.
Um die würdige Feier des Sonntags nicht zu gefährden, wurde im März 1841 verordnet, Tanzveranstaltungen an Samstagen nur bis auf die Polizeistunde um zehn Uhr abends zuzulassen.
Maskenbälle blicken in Lösnich auf eine lange Tradition zurück. Eine Mitteilung vom Mai 1845 verbot ausdrücklich die Veranstaltung von Maskenbällen während der Fastenzeit.
Der alljährliche Höhepunkt der Veranstaltungen war die Tanzveranstaltung anlässlich der Kirmes. Auch dabei war die Polizeistunde den Gästen und vor allem den Wirten ein Hindernis. Gerade zu später Stunde, so das Bittgesuch eines Wirtes vom Juni 1879, würden die Gäste nach Speisen verlangen. Er bemühte sich deshalb, die bestehende Tanzerlaubnis über zwölf Uhr zu verlängern, da er dadurch auch seinen Verdienst erheblich zu verbessern hoffte.

### Der ehemalige Schießstand
Oberhalb des alten Flurdistrikts "In der Lust" befinden sich im Wald noch die Überreste eines ehemaligen Schießstandes. Am Ende des über 50 Meter langen leicht ansteigenden Grabens ist links neben dem Zielwall noch ein kleiner Unterstand weitestgehend erhalten.

### Der Kaisergarten

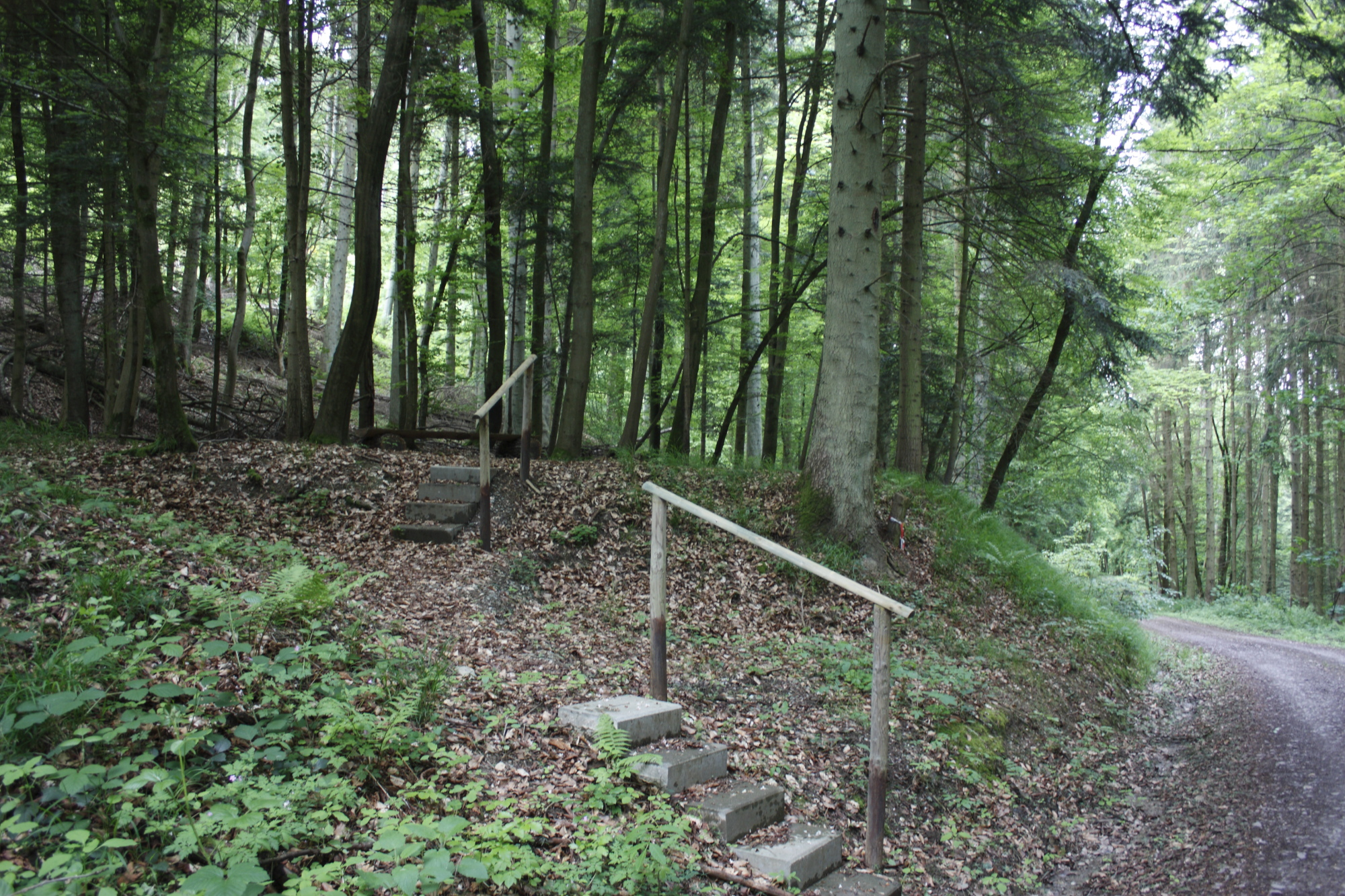
Grünanlage Lösnicher Kaisergarten.

Mitten im Lösnicher Wald kurz vor dem Anstieg des zum Zeltinger Berg führenden Pfades am „Räubergeschell“ befindet sich rechts am Wegesrand ein kleines unscheinbares Waldstück. Inmitten des Baumbestandes auf einer leichten Anhöhe lädt eine Bank in unmittelbarer Nähe der Böngertsbach zum Verweilen ein. Im Volksmund wird dieses Wäldchen als „Kaisergarten“ bezeichnet, in älteren Flurkarten des Landesvermessungsamtes Rheinland-Pfalz ist es erstmalig ab 1940 auch mit diesem Namen dort eingetragen durchgehend bis 2010.

### Die ehemalige jüdische Gemeinde
In Lösnich existierte Ende des 19. und Anfang des 20. Jahrhunderts eine kleine jüdische Gemeinde mit Synagoge und eigenem Friedhof.

### Das Schulwesen

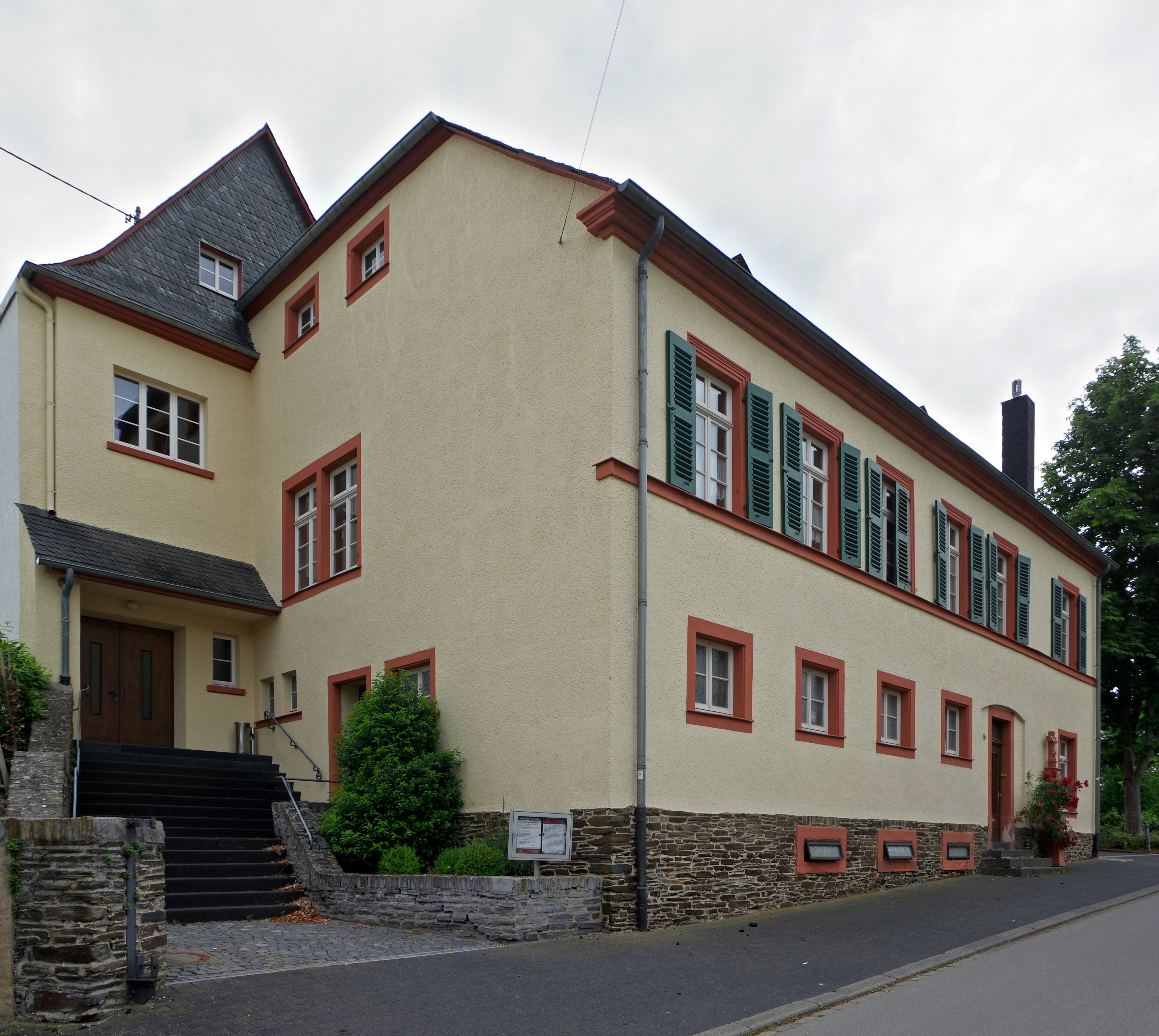
Die ehemalige Lösnicher Schule nach dem Anbau 1933 2019

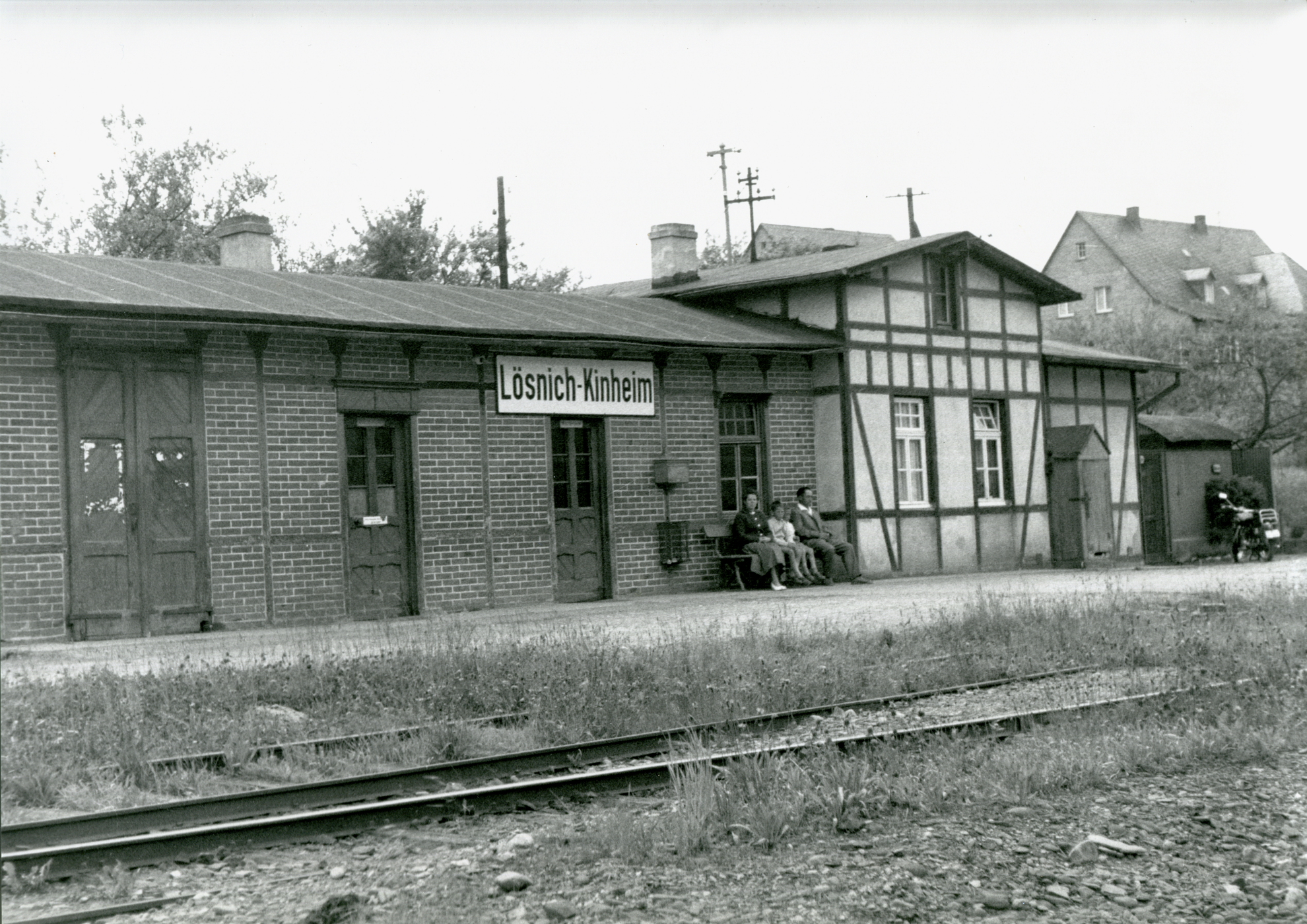
Der Lösnicher Bahnhof zur Zeit der Streckenstilllegung um 1963

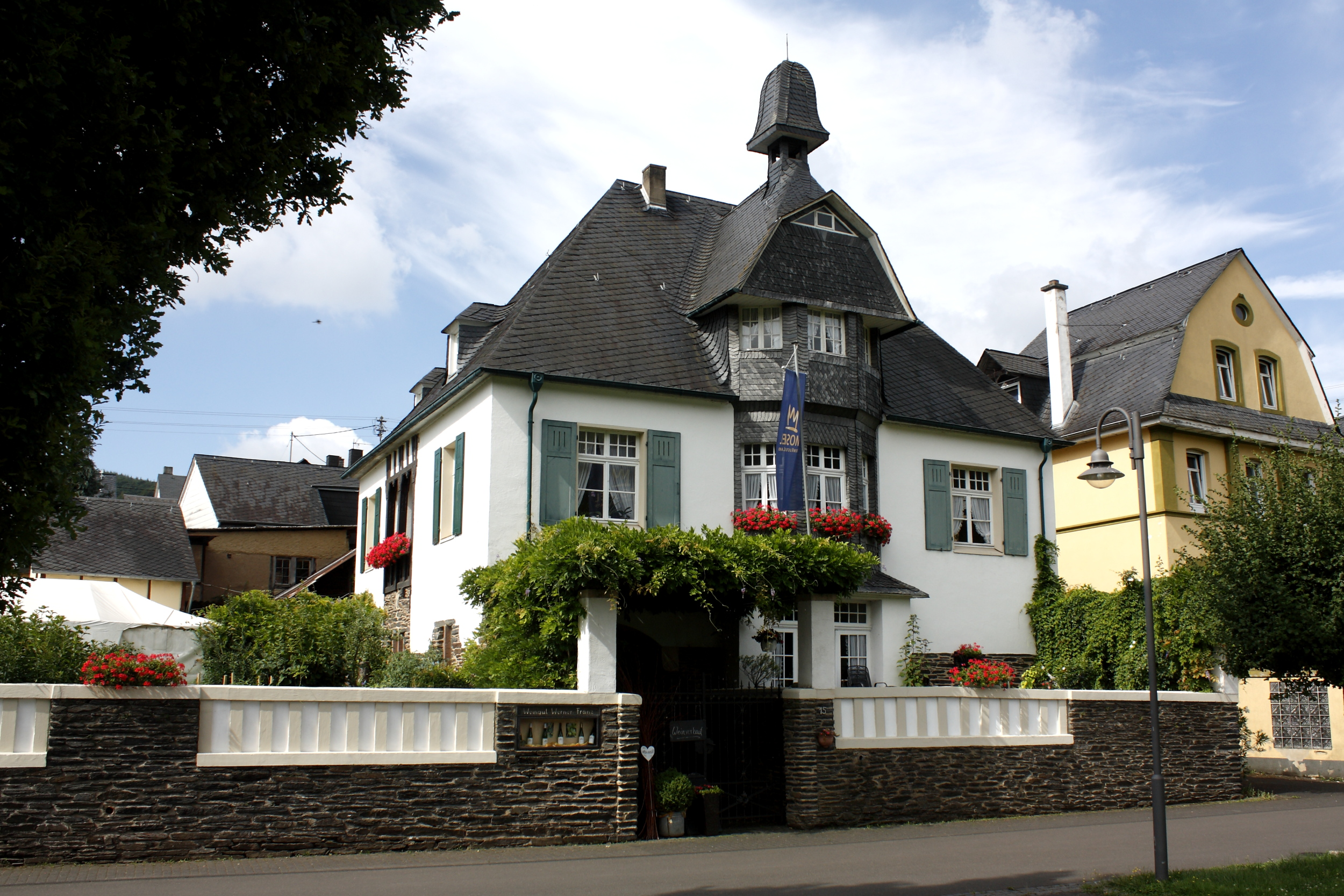
Das Lösnicher Jugendstil Winzerhaus am Gestade 15.

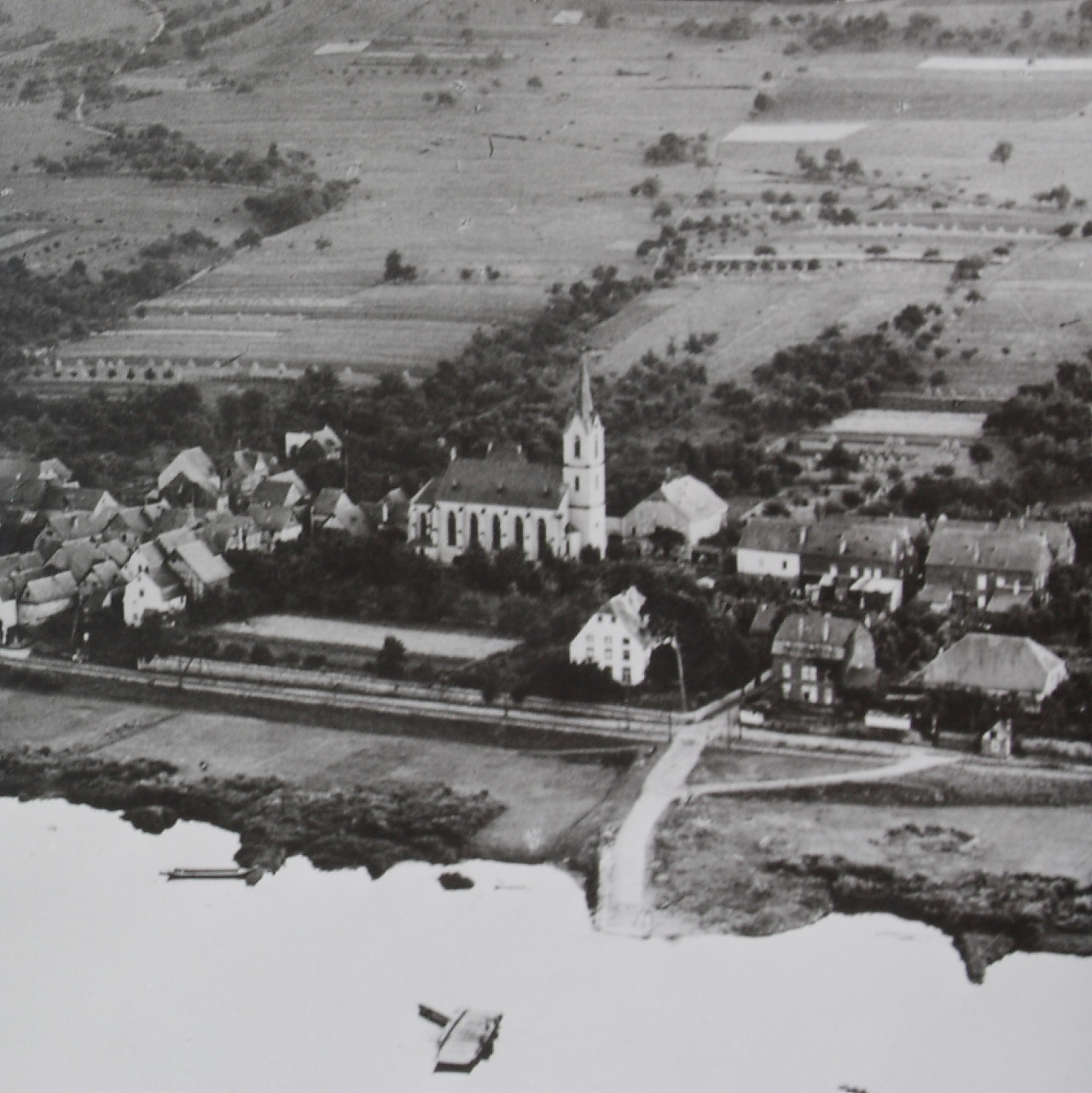
Die Lösnicher Fähre vor 1950

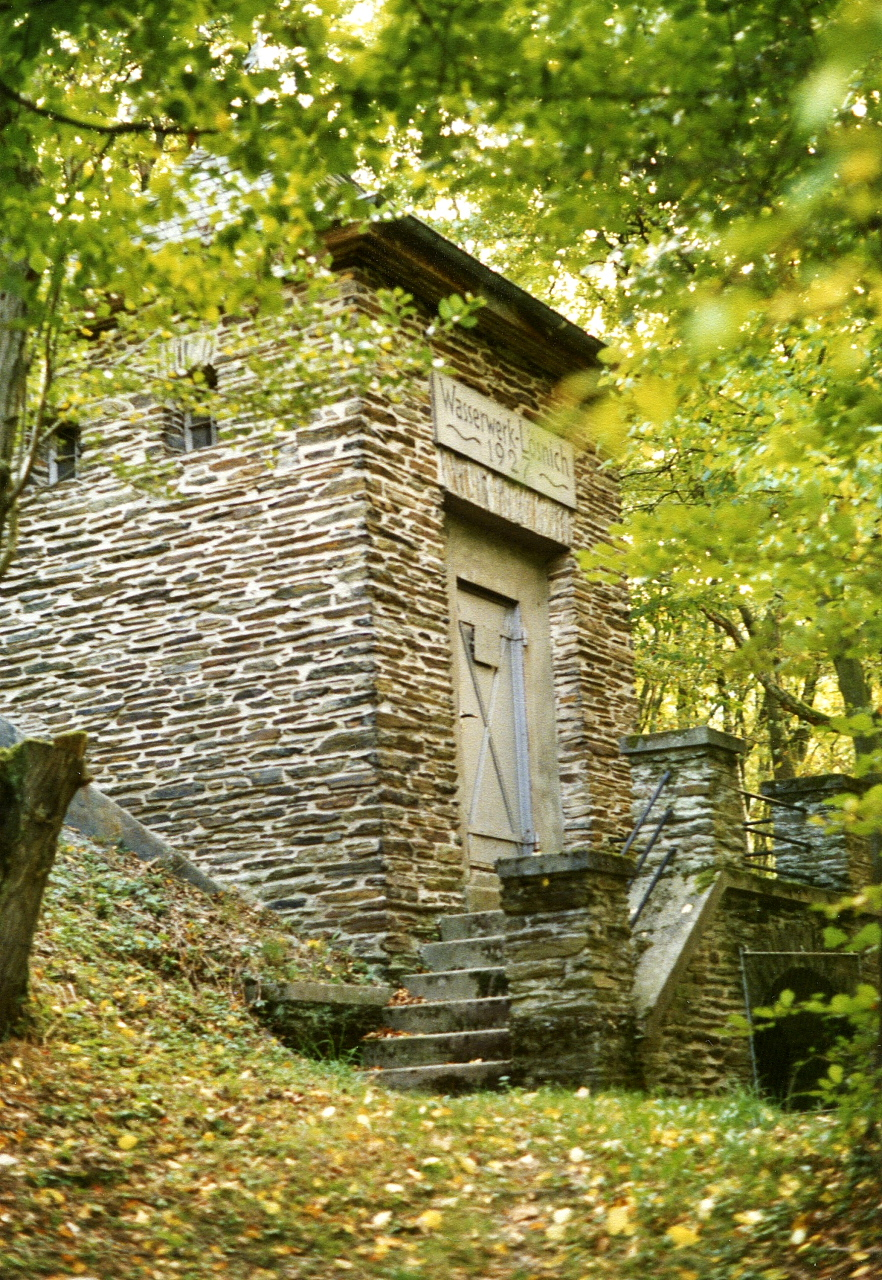
Hochbehälter II zum Wasserwerk Lösnich von 1927 in 1983

Das Schulwesen in Lösnich reicht zurück bis ins ausgehende 17. Jahrhundert. Erste Schülerlisten und Beschreibungen der Lerninhalte, die die Reichsgrafen von Kesselstatt damalige Grundherren anfertigten, liegen ab 1779 vor und geben Auskunft über das damalige Bildungswesen. 1839 wurde eine neue Schule gebaut, die einen Vorgängerbau aus dem 17. Jahrhundert ablöste. Die Schließung der Schule erfolgte 1969.

### Bahnhof Lösnich-Kinheim
Von 1905 bis 1963 war in Lösnich eine Bahnstation der Eisenbahnstrecke Bullay-Trier der Moselbahn AG. Nach der Stilllegung der Strecke 1963 nach Lösnich wurde der Bahnhof noch bis 1968 als Stützpunkt für den Güterverkehr genutzt, bis auch dieser komplett eingestellt wurde. Um 1975 wurde das Bahnhofsgebäude abgerissen.

### Die Moselfähre
Von 1899 bis 1968 war in Lösnich eine Fähre zur Überquerung der Mosel in Betrieb. Der Fährbetrieb wurde mit dem Bau Moselbrücke 1968 eingestellt.

### Winzerhaus im Jugendstil
Der in Lösnich niedergelassene Weinhändler Peter Jacoby (1864–1935) lernte in Traben-Trarbach, der damaligen Weinhandelsmetropole an der Mittelmosel Anfang der 1900er Jahre den renommierten Berliner Architekten Prof. Bruno Möhring kennen. Die Familie Jacoby hatte ein schönes Grundstück am Gestade in Lösnich mit direktem Panoramablick zur Mosel. Architekt Möhring, der sich schon für viele Bauwerke im Jugendstil in Traben-Trarbach verantwortlich zeichnete und hier wohl seine Liebe zur Mosellandschaft entdeckt hatte,  lieferte auch den Plan und den Entwurf für das 1906 im Jugendstil erbaute Winzerhaus am Lösnicher Gestade 15. Heute ist das Winzerhaus im Besitz der Familie Werner Franz (Enkelgeneration von Peter Jacoby).

### Die Wasserversorgung
1927 wurde in Lösnich ein Wasserwerk gebaut und die Wasserleitung verlegt. Die Wasserversorgung löste die bis dahin genutzten Brunnenanlagen im Dorf ab. Aus wirtschaftlichen Gründen und zur Sicherung der Wasserqualität erfolgt die Wasserversorgung seit 1995 über die Verbandsgemeinde Bernkastel-Kues.

### Die Stromversorgung
Mit dem Beschluss des Gemeinderates vom Januar 1914 über den Bezug elektrischer Energie begann auch für Lösnich das Zeitalter der Elektrizität. Die Zustimmung wurde dabei zum sogenannten „Zustellungsvertrag B“ gegeben. Dieser Vertrag mit dem Kreis sah vor, dass die Gemeinde die Genehmigung der Grundbesitzer zur Aufstellung der Masten für die Hochspannungsleitungen kostenlos für den Kreis zu beschaffen hatte. Den betroffenen Grundbesitzern wurde dabei eine Entschädigung von einer Mark pro Jahr für jeden Mast zugestanden.
Der Bau des Ortsnetzes erfolgte im Juli 1914. Ein Bericht des Gemeindevorstehers vom Januar 1915 über den Zustand der Lösnicher Straßenbeleuchtung, insbesondere der Straßenlampe an der Lösnicher Fähre, weist auf diesen Zeitraum hin.
Die schnelle Inbetriebnahme einer funktionstüchtigen elektrischen Straßenbeleuchtung war der erste Schritt zur Nutzung der elektrischen Energie in der Gemeinde. Im Dezember 1914 stellte der Landrat fest, dass fast alle Moselgemeinden mit Strom versorgt seien und forderte dazu auf, nicht zuletzt auch aus sicherheitspolizeilichen Gründen, für eine gute Straßenbeleuchtung zu sorgen und dass die Straßenlampen auch brennen müssten.
Das erste Betriebsjahr des elektrischen Ortsnetzes Lösnich der Licht- und Kraftwerke der Moselkreis AG Bernkastel lief im Oktober 1915 ab. Damit endete auch die Frist zum Bezug von „Gratislampen“. Die vertraglich vorgesehene Meldefrist für einen kostenlosen Anschluss war damit ebenfalls abgelaufen. Der Kreis Bernkastel stellte den Anschluss nur dann kostenlos her, wenn der Bezieher sich auf eine Mindestbezugsdauer von fünf Jahren verpflichtete und monatlich 20 Pfennig Miete zahlte, bis die in jedem Fall besonders festzulegenden Kosten des Anschlusses zu zahlen waren. Ein Verzeichnis über strombeziehenden Orte der Bürgermeisterei Zeltingen aus dem Jahr 1915 gibt Auskunft über die damaligen Einwohnerzahlen, Häuser und Haushaltungen:
| 1915            | Lösnich | Erden | Rachtig |
| --------------- | ------- | ----- | ------- |
| Einwohner       | 587     | 452   | 697     |
| bewohnte Häuser | 108     | 89    | 139     |
| Haushaltungen   | 123     | 96    | 138     |

Hinweis: Rachtig bezog zu diesem Zeitpunkt noch keinen Strom.
Das Netz wechselte im Jahre 1928 seinen Betreiber und Eigentümer. Es ging in den Besitz der Rheinisch-Westfälischen Elektrizitätswerke AG über. Aufgrund geänderter Lieferbedingungen wurde daraufhin auch die Zahlung der Mastgebühr für den Grundstückseigentümer von einer Mark pro Mast und Jahr eingestellt. Für bestimmte Berufsgruppen bestand bei ihren Tätigkeiten eine erhöhte Gefahr, mit den elektrischen Leitungen in Berührung zu kommen. Eine Liste vom Dezember 1930 nennt für Lösnich namentlich Schreiner, Maurer, Dachdecker und Anstreicher.

### Das Feuerlöschwesen

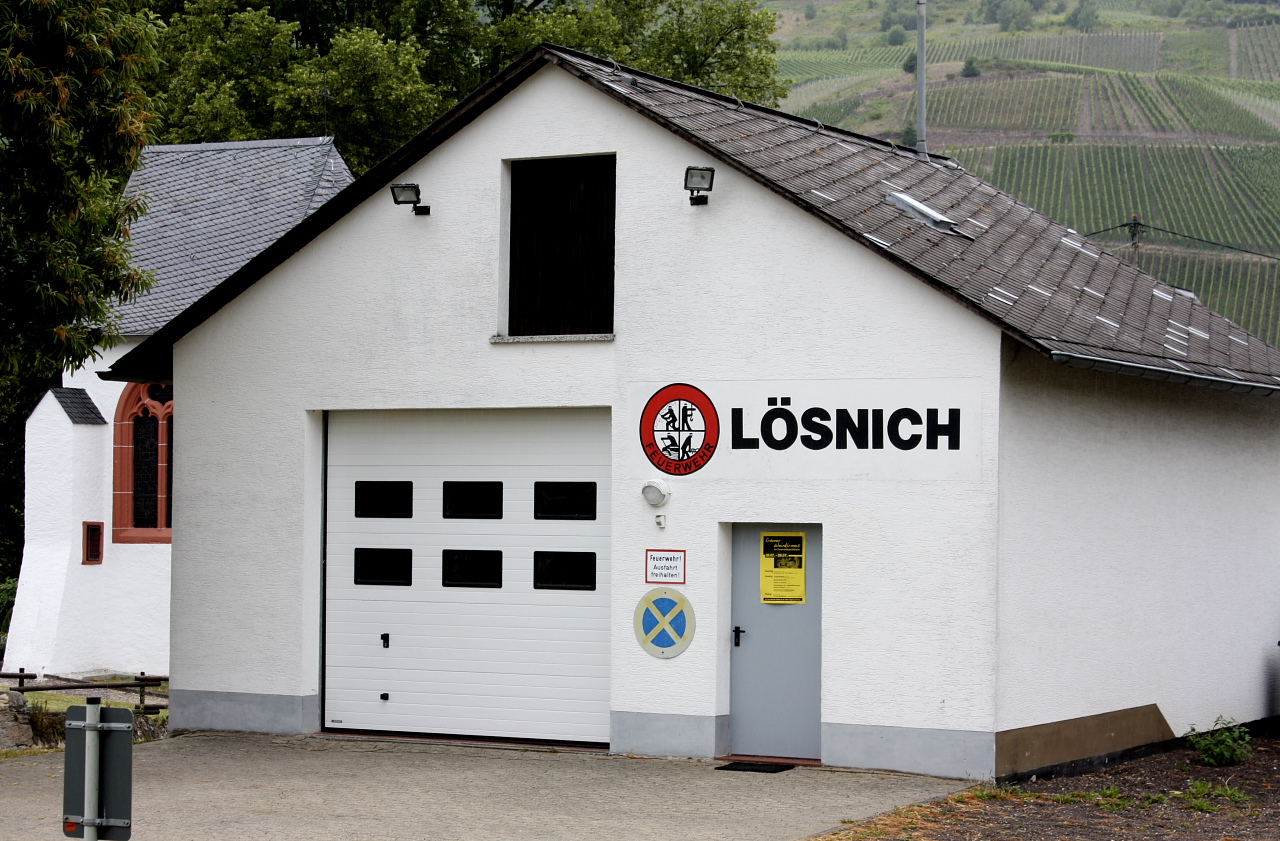
Das neue Lösnicher Feuerwehrhaus von 1986 (2014)

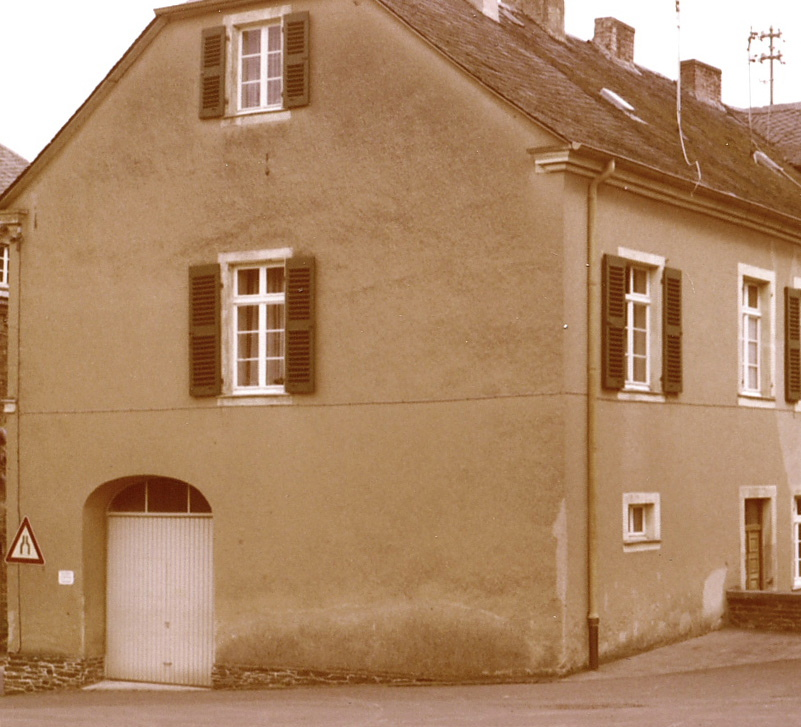
Das alte Spritzenhaus im Erdgeschoss der alten Lösnicher Schule von 1839 bis 1980

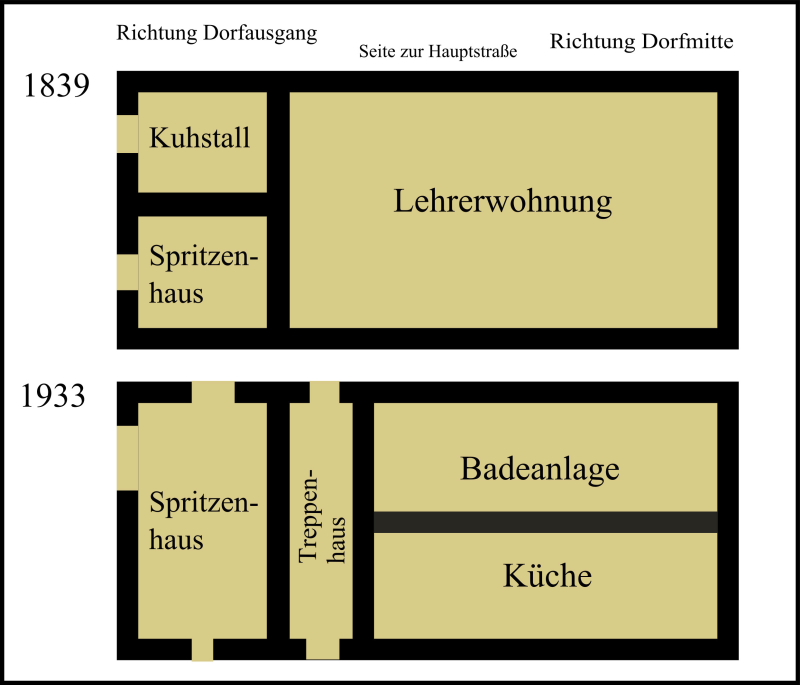
Die Unterbringung des alten Lösnicher Spritzenhauses in der alten Schule von 1839

Die Anfänge der Lösnicher Feuerwehr weisen zurück bis in die preußische Zeit 1837. Wie auch in den Nachbargemeinden der Bürgermeisterei Zeltingen existierte im Ort ein sogenanntes „Brandcorps“. Das Brandcorps setzte sich zusammen aus zwei Zügen, dem Feuerlösch- und Rettungszug. Dem gesamten Brandcorps gehörten 46 Personen an. Bei Einsätzen trugen die Feuerwehrleute als Kennzeichen ein ovales Blech, das mit einem Lederriemen am Arm befestigt wurde. Dieses trug den Namen der Gemeinde.
Das ehemalige Spritzenhaus der Lösnicher Feuerwehr war von 1839 bis 1986 in der alten Lösnicher Volksschule untergebracht. 1986 wurde es durch einen Neubau ganz in der Nähe ersetzt.
Als oberster Chef des Brandcorps der Bürgermeisterei Zeltingen wurde der Bürgermeister in eigener Person eingesetzt. 'Die jeweiligen Orte stellten ihrerseits einen "Chef" oder Spritzenmeister für die "Spritze", der im Verhinderungsfall den Bürgermeister vertrat.
Dieselben Corps traten später auch als Pflichtfeuerwehren in Erscheinung. Eine weitere Polizeiverordnung betreffend der Errichtung von Feuerwehren vom Juni 1868 weist auf eine Fortsetzung dieser Bestrebungen hin. Beständiger Chef der Feuerwehr war weiter der Bürgermeister selbst.
Neben verschiedenen Bränden sorgte im August 1921 ein Großfeuer in Zeltingen auf ganz eigene Weise für öffentlichen Aufruhr. Einem Zeitungsbericht zufolge hatten mehrere Feuerwehren Hilfe geleistet, doch wurde dem Umstand besondere Beachtung beigemessen, dass während der Löscharbeiten der übermäßige Genuss von Wein zu undiszipliniertem Verhalten zwischen den Feuerwehren geführt hätte. Der Bürgermeister von Zeltingen widersprach diesem Zeitungsbericht, räumte jedoch ein, dass es in der Moselgegend schwierig sei, den Genuss von Wein bei der großen Hitze während der Löscharbeiten zu verhindern.
Nach der neuen Feuer-Polizei-Verordnung von 1906 musste auch eine Gespann- und Wagenrolle aufgestellt werden. In dieser Liste wurden alle namentlich aufgeführt, die im jährlichen Rhythmus im Falle eines Brandes ihr Gespann für Transportzwecke zur Verfügung zu stellen hatten. Im Jahre 1909 war beispielsweise das Gespann von Stephan Ehlen für die Gemeinde Lösnich eingeteilt.
Angaben über die Ausrüstung der Pflichtfeuerwehr in Lösnich finden sich in einem Fragebogen der Feuerversicherungsanstalt der Rheinprovinz vom Juni des Jahres 1932. Im Fragebogen wurde angegeben, dass in Lösnich bereits seit 40 Jahren eine Pflichtfeuerwehr existiere und die Feuerwehr zu diesem Zeitpunkt 115 Mann stark sei zuzüglich zwei Feuerwehrelektrikern. Bereits seit 1914 war Lösnich an die öffentliche Stromversorgung angeschlossen.
Die Löschgeräte waren im Erdgeschoss des Schulhauses untergebracht. Zur Frage der Wasserversorgung wurde darauf hingewiesen, dass diese durch die Existenz der Wasserleitung mit ihren zwei Hochbehältern und den insgesamt 23 Hydranten im Ortsgebiet gewährleistet sei und ein 150 Liter fassender Wasserkarren zur Verfügung stehe, der mit Eimern befüllt werden könne. Der Bau der Wasserleitung und der Hochbehälter war bereits 1928 erfolgt.
1934 wurde die Lösnicher Pflichtfeuerwehr durch eine "Freiwillige Feuerwehr" abgelöst. Der Bürgermeister von Zeltingen gab am 10. Februar 1934 bekannt, dass in Zeltingen die Gründung der Gesamtfeuerwehr des Amtes Zeltingen stattgefunden habe. Die Gesamtstärke der zwei Züge in Zeltingen, in Rachtig und des Zuges in Wolf wurde mit einer Gesamtstärke von 175 Mann angegeben.
Am 6. Dezember des Jahres 1934 wurde Winzer Otto Ehlen zum Brandmeister in Lösnich ernannt. Der Halbzug VII Lösnich, so die offizielle Bezeichnung, hatte die Stärke von 30 Mann und einem Führer.
Aus der seit 2010 bestehenden „Ausrückegemeinschaft“ der beiden Feuerwehren Erden und Lösnich bildete sich im Juli 2013 die Freiwillige Feuerwehr Erden-Lösnich. Sie besteht aus 35 Männern und Frauen. Die bereits 2011 gegründete Jugendfeuerwehr Erden-Lösnich zählt 15 Aktive.

### Die Haltung des Gemeindebullen
Im Ort Lösnich gab es im ausgehenden 19. Jahrhundert nachweislich auch die Tradition des Gemeindebullen oder Gemeindestiers. Ein Versteigerungsdokument gibt hier einen Einblick in die damals gängige Praxis der „In-Dienst-Stellung“ desselben.

### Das Vereinswesen im 19. und 20. Jahrhundert

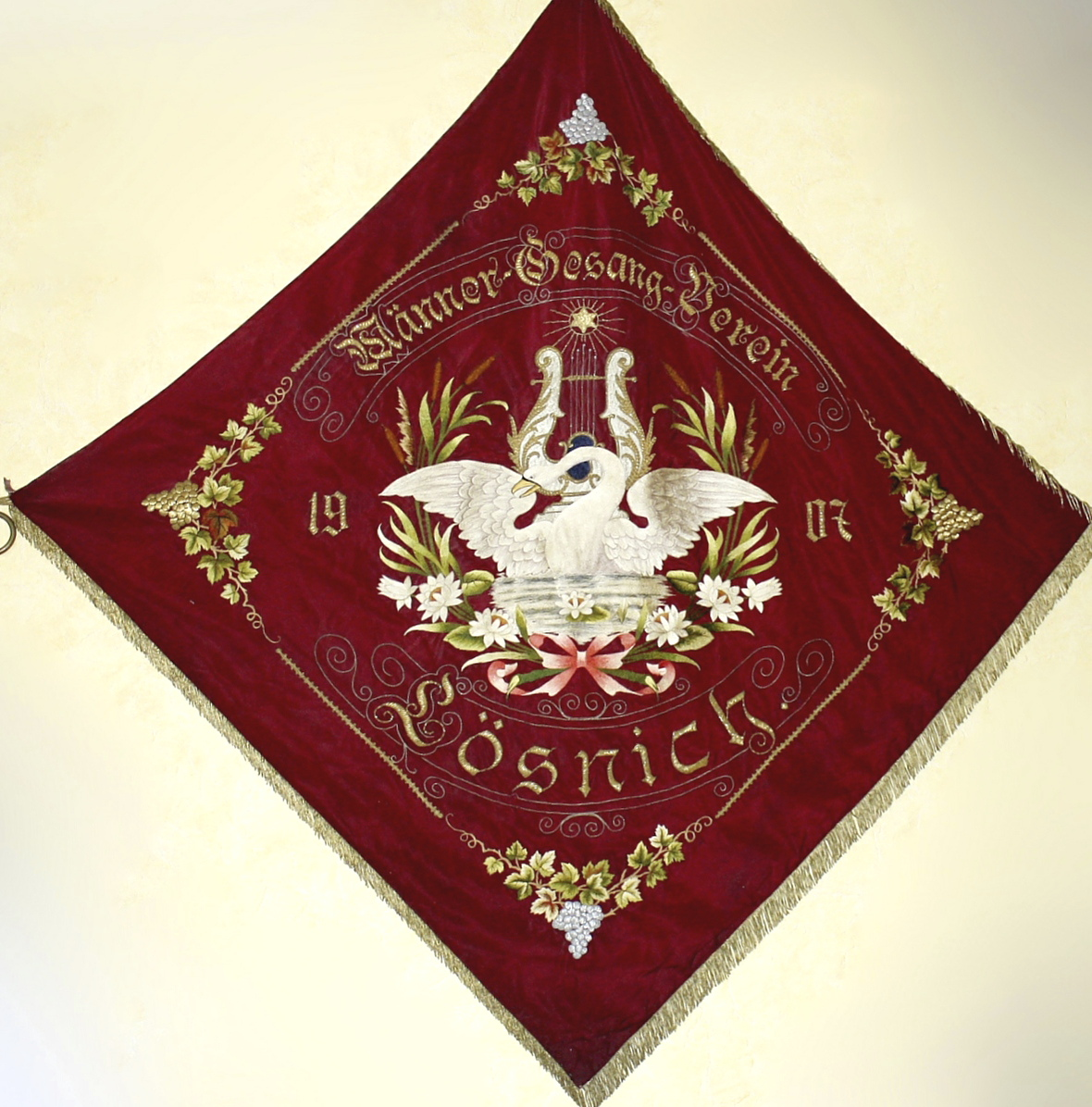
Vereinsfahne des 1903 gegründeten MGV Lösnich aus dem Jahre 1907

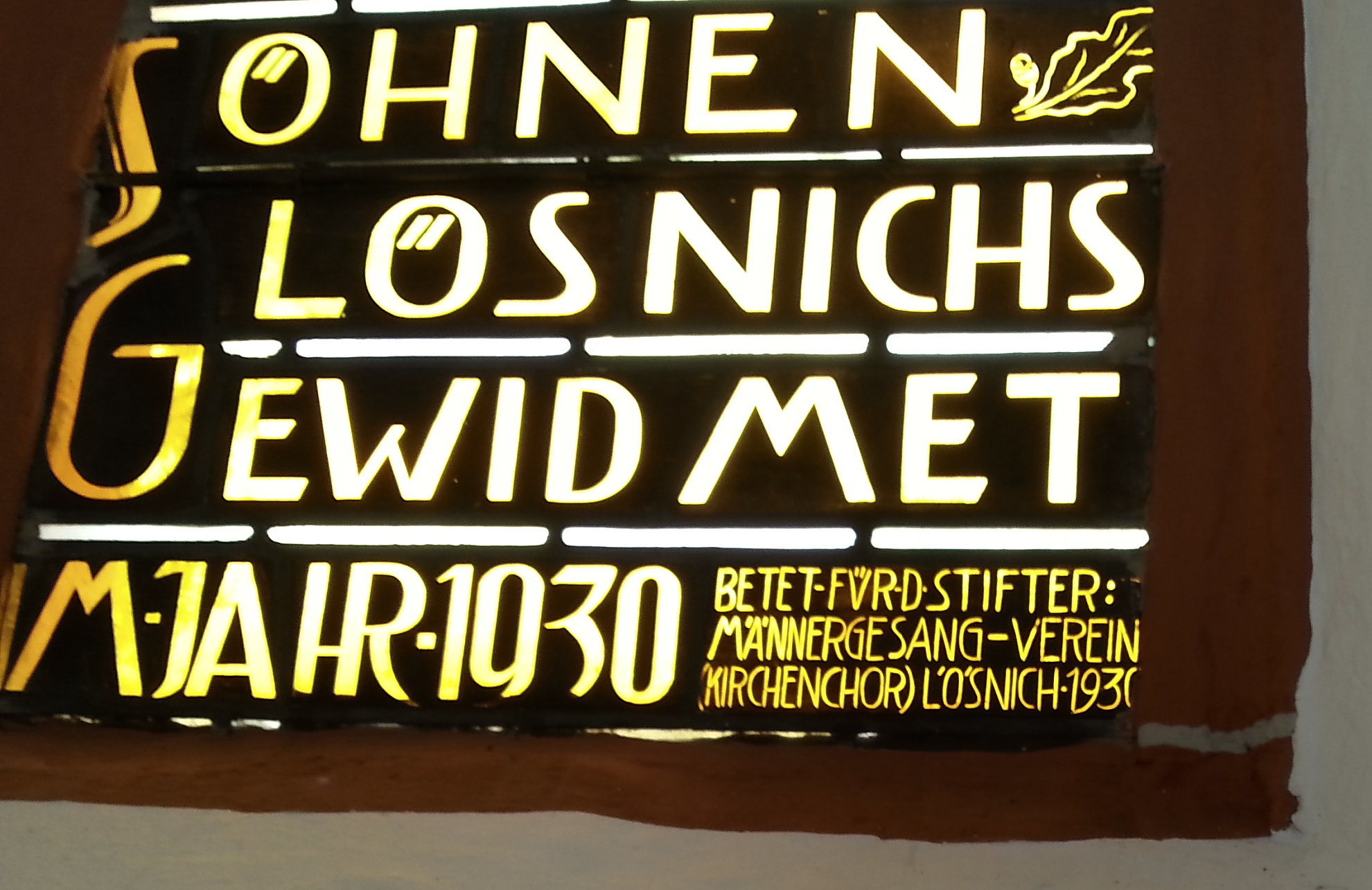
Stifterwidmung des MGV und Kirchenchores Lösnich auf einem Kirchenfenster der Friedhofskapelle Lösnich 2014

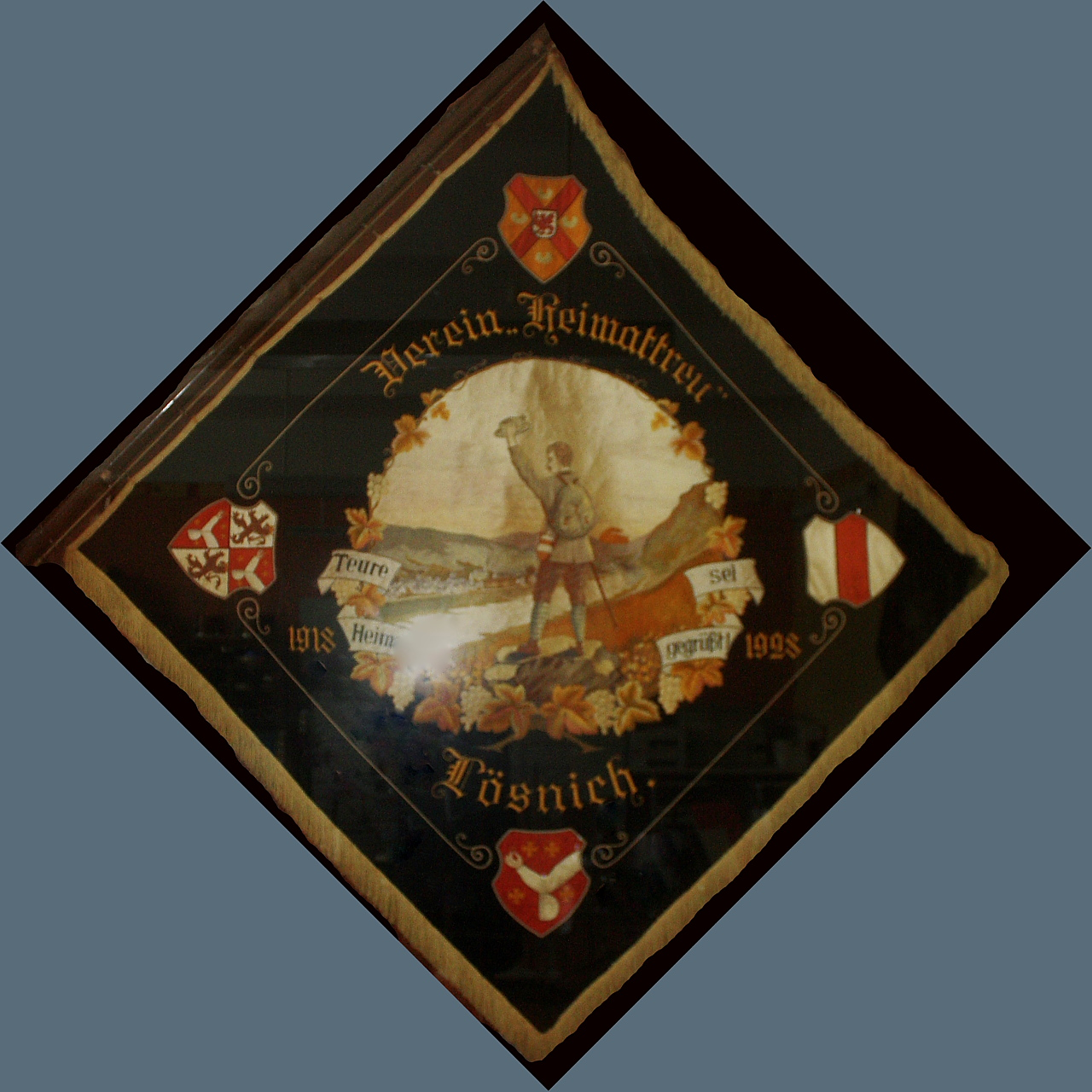
Fahne des 1918 gegründeten Vereins Heimattreu Lösnich aus dem Jahre 1928. Die Wappen von oben im Uhrzeigersinn: Reichsgrafen von Kesselstatt, Freiherrn von Chrichingen, Ritter von Lösnich und das quartierte Wappen der Beyer von Boppard und Ritter von Lösnich.

Zu den wohl ältesten Lösnicher Vereinen, gegründet um 1888, zählt der Spar- und Darlehnskassenverein, wie er noch um 1919 bezeichnet wurde. In einer Werbeanzeige in der Festschrift zum Musik- und Heimatfest 1958 in Lösnich firmierte er bereits als Spar- und Darlehnskasse Lösnich e.G.m.b.H. und wies dabei auf sein 60-jähriges Bestehen hin.
Nach der Übernahme durch die Raiffeisenbank Zeltingen in 1977 wurde die Filiale in Lösnich Mitte 2000 geschlossen. Die Geschäfte werden durch die VR-Bank Hunsrück-Mosel eG weitergeführt.
1903 ging aus dem Gesangverein Lösnich, der sich bis dahin hauptsächlich dem Kirchengesang gewidmet hatte, ein Männergesangverein hervor, der sich stärker dem weltlichen Liedgut öffnen wollte. 1907 wurde eine eigene Vereinsfahne angeschafft. Bei der Gründung zählte der Verein 42 Aktive, beim 25-jährigen Stiftungsfest 1928 waren es nur noch 24. Der Verein nahm auch weiterhin die „Pflichten als Kirchenchor“ wahr., was 1930 aus einer Stifterwidmung auf einem Kirchenfenster in der Lösnicher Friedhofskapelle hervorging. Dort heißt es: „Betet für den Stifter: Männergesangverein (Kirchenchor)Lösnich 1930“. Der Verein scheint 1958 bereits nicht mehr aktiv gewesen zu sein. Bei den Darbietungen zum Musik- und Heimatfest 1958 ist nur noch der Kirchenchor Lösnich ohne Hinweis auf den Männergesangverein erwähnt. Von 1954 bis 1968 hatte Stephan Arns Junior die Leitung des Kirchenchors.
Kurz nach dem Ersten Weltkrieg wurde 1918 der Verein Heimattreu gegründet, der 1928 sein zehnjähriges Stiftungsfest mit Fahnenweihe und 1958 sein 40-jähriges Stiftungsfest feiern konnte. Geselligkeit und Kameradschaft, die Liebe zur Heimat und die Verschönerung des Ortes waren Hauptziele des Vereins. Hinzu kam die Pflege des Volks- und Heimatliedes durch die Gesangsabteilung, Leichtathletik und Fußball konnten in der Sportabteilung betrieben werden. Eine Theatergruppe führte in den Wintermonaten Theaterstücke auf.
1919 und 1920 traten ein Bauernverein mit 65 Mitgliedern und ein Club Gemütlichkeit Lösnich mit 40 Mitgliedern in Erscheinung.
Zwölf aktive Mitglieder gründeten 1928 den Musikverein Lösnich, der schnell auf 40 Mitglieder anwuchs. Erster Dirigent der Musikkapelle war Peter Caspary. 1936 bis 1977 übernahm Stephan Arns das Amt. Der Zweite Weltkrieg brachte einen Einbruch im Lösnicher Vereinsleben, insbesondere auch im Musikverein. 48 Männer aus Lösnich waren aus dem Krieg nicht mehr zurückgekehrt. 1952 lebte der Verein wieder auf und wurde in den Heimatverein eingegliedert. Bald waren es wieder 22 aktive Musiker.
In den 1930er Jahren bildete sich eine Volkstanzgruppe. Sie hatte Auftritte in der näheren Umgebung, so auch auf dem traditionellen Bernkasteler Weinfest, wie Bildmaterial aus dieser Zeit belegt. Über den Fortbestand der Gruppe nach dem Zweiten Weltkrieg ist nichts bekannt. Zur gleichen Zeit sollte auch ein Schützenverein gegründet werden. Mit dem Zweiten Weltkrieg zerschlug sich aber die Vereinsgründung.
Der kurz nach dem Krieg gegründete Fußballclub Lösnich wurde 1952 zusammen mit dem Musikverein in den Verein Heimattreu eingegliedert. Da es an Nachwuchs fehlte, schloss sich der Fußballclub mit dem Turn- und Sportverein Kinheim zur Spielvereinigung Kinheim-Lösnich zusammen.
1958 feierte die Musikkapelle ihr 30-jähriges Bestehen. Die Mitgliederversammlung des Vereins Heimattreu, dem die Musikkapelle seit 1952 angeschlossen war, beschloss 1976 den Vereinsnamen in Musikverein Heimattreu Lösnich e. V. umzubenennen, der die Aufgaben des Vereins Heimattreu mit übernahm. Von 1974 bis 1984 war der Verein Organisator des jeweils im Juli gefeierten Wein- und Musikfestes, das ab 1985 in veränderter Form als Winzerfest mit Weinmarkt stattfand.
1960 fand die Gründung des FC Lösnich-Kindel im Gasthaus Hettgen (erstes Vereinslokal) statt (Farben weiß-rot). Sportplatz war ein Wiesengelände am Lösnicher Fährkopf unterhalb des ehemaligen Pfarrhauses unmittelbar an den Bahngleisen. Erster Vorsitzender war Josef Gerhard, den 1962 Arnold Heil ablöste. Das Gasthaus Heil wurde neues Vereinslokal. 1970 erweiterte sich der Verein mit einer Tischtennisabteilung, die überwiegend aus Erdener Spielern bestand. Es folgte die Umbenennung in Spielvereinigung Lösnich-Kindel-Erden. 1979 wurde der neue Sportplatz in Kindel eingeweiht. Die Spielvereinigung Lösnich-Kindel-Erden und der TUS Kinheim-Kindel gründeten die Spielgemeinschaft Lösnich-Kinheim. 1997 wurde eine Flutlichtanlage eingerichtet und 2001 ein Vereinsheim am Sportplatz gebaut.
2009/10 fand ein weiterer Zusammenschluss mit dem FC Traben-Trarbach zur SG Traben-Trarbach/Kinheim/Lösnich statt.
1993 wurde die im Jahre 1980 durch eine Initiative des Lösnicher Schöffenfestes von 1979 gebildete Karnevalsgemeinschaft aufgelöst und der Karnevalsverein Lesnija Schnäälespesser e. V. gegründet. Erster Vorsitzender war Klaus Rieth. 2004 feierte der Verein sein elfjähriges Bestehen unter dem Vorsitz von Günter Weiskopf. Höhepunkt der Aktivitäten ist die jährliche Kappensitzung im Lösnicher Bürgerhaus.